# Chouannerie
Pour les articles homonymes, voir Chouan (homonymie).
Guerres de la Révolution française
Batailles
- Liffré
- 1re Argentré
- Expédition de Quiberon
- (Landévant et Mendon
- Plouharnel
- Quiberon)
- Segré
- 1er Rocher de La Piochais
- La Ceriseraie
- La Cornuaille
- 1re La Croix-Avranchin
- La Vieuville
- Boucéel
- 1re Saint-James
- 2e Rocher de La Piochais
- 2e La Croix-Avranchin
- Auverné
- Andigné
- Croix-Couverte
- Tinchebray
- L'Auberge-neuve
- Locminé
- Saint-Hilaire-des-Landes
- Val de Préaux
- Le Grand-Celland
- 2e Argentré
- Noyant-la-Gravoyère
- La Hennerie
- Saint-Aubin-du-Cormier
- Le Mans
- Nantes
- Saint-Brieuc
- Le Lorey
- Mont-Guéhenno
- La Tour d'Elven
- 2e Saint-James
- Les Tombettes
- Pont du Loc'h

La Chouannerie est une guerre civile qui opposa républicains et royalistes dans l'ouest de la France, en Bretagne, dans le Maine, l'Anjou et la Normandie, lors de la Révolution française. Elle est étroitement liée à la guerre de Vendée qui se déroula sur la rive gauche de la Loire, au sud, tandis que la Chouannerie se déroula au nord, l'ensemble de ces deux conflits étant parfois connu sous le nom de « guerres de l'Ouest ».
Une première tentative d'insurrection fut menée dès 1791 par l'Association bretonne en vue de défendre la monarchie et de rétablir les lois et coutumes particulières de la Bretagne supprimées en 1789. Mais le soulèvement d'une partie importante de la population de l'Ouest et son basculement dans la contre-révolution est dû principalement à la constitution civile du clergé et à la levée des 300 000 hommes par la Convention.
Les premiers affrontements éclatèrent en 1792 évoluant en jacquerie paysanne, puis en guérilla et enfin en batailles rangées avant de se terminer par la victoire des Républicains en 1800. D'autres soulèvements paysans moins importants et plus brefs eurent lieu dans d'autres départements, notamment dans l'Aveyron et la Lozère, et furent également qualifiés de Chouannerie. Une petite chouannerie éclatera à nouveau en 1815 durant les Cent-Jours et un ultime soulèvement se déroulera lors de l'insurrection légitimiste de 1832.

## Causes

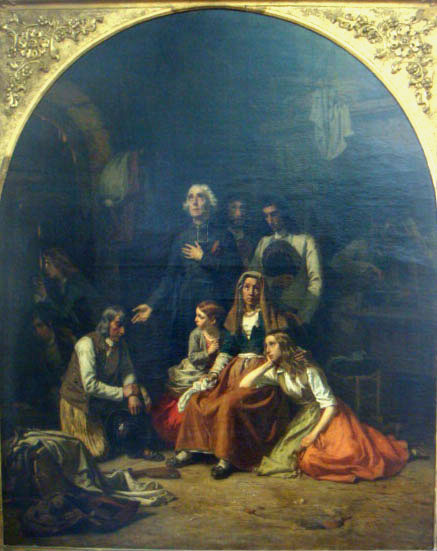
La prière d'Alexandre Guillemin, 1844.

En 1791, l'Ouest, avec la Vendée et la Bretagne, constitue une zone de résistance à la constitution civile du clergé et au serment, avec un clergé très largement réfractaire. Autant que les motivations religieuses, cette résistance trouve aussi son origine dans la sociologie et les mentalités collectives des populations, dont les solidarités traditionnelles sont mises à mal par la Révolution.
La suppression des gabelles, le 1er décembre 1790, réduit à la misère plus de 2 000 familles qui ne vivaient que du commerce frauduleux du sel. Ces contrebandiers se rangèrent alors naturellement parmi les ennemis de La République.
La constitution civile du clergé est un déclencheur. Le 3 janvier 1792, Desfontaines, officier de gendarmerie écrit à son oncle :

« J'arrive de Saint-Ouën où j'ai été ving-deux jours avec douze gendarmes pour rétablir le curé constitutionnel, qui avait été chassé par les habitants. Les prêtres font bien du mal. Je désirerais revoir rétablir l'ordre… La plus grande tranquillité règne dans la ville, mais les campagnes ne sont pas de même. Les malintentionnés y font allumer le feu du fanatisme. »

Déjà, la conscription du 15 août 1792 pose problème : la Révolution française ayant besoin de soldats, elle ordonne qu'un tirage au sort de combattants soit organisé par les autorités communales. On se souviendra de discours d'opposition de Jean Cottereau et Michel Morière à Saint-Ouën-des-Toits. Plus discrets furent les vrais affidés de la Coalition bretonne qui refusèrent purement et simplement de se rendre dans leur chef-lieu de canton pour y tirer au sort. L'opération fut une déconvenue pour les autorités républicaines.
L'insurrection du printemps 1793, dans l'ensemble de l'Ouest (en Bretagne comme en Vendée), s'explique, de son côté, par le rejet du tirage par les populations, d'autant plus que les notables patriotes en sont exonérés ou peuvent acheter un remplaçant. Ce rejet, on le retrouve dans l'ensemble du pays.
Au-delà de la question religieuse, de la suppression de la gabelle et de l'hostilité aux levées militaires, les bouleversements et les remises en cause imposés aux communautés villageoises expliquent ces tensions, autant que les rapports entre les paysans et les élites, nobiliaire et bourgeoise, ou l'opposition plus ou moins grande, mais déjà ancienne à la fin du XVIIIe siècle, entre villes et campagnes. Déjà décelable au temps de la Ligue, la découpe entre les zones favorables aux Blancs (royalistes) et aux Bleus (républicains) reste encore d'actualité dans la carte électorale jusqu'à la fin du XXe siècle. 
Devant la simultanéité des soulèvements et la similitude des comportements dans l'Ouest, les contemporains ont cru y voir la preuve d'un complot, qu'ils rapprochaient de la tentative du marquis de la Rouërie avec l'Association bretonne. Toutefois, ce synchronisme peut s'expliquer par la décision de la Convention d'imposer un calendrier précipité des opérations de levée d'hommes.

### L'Association bretonne

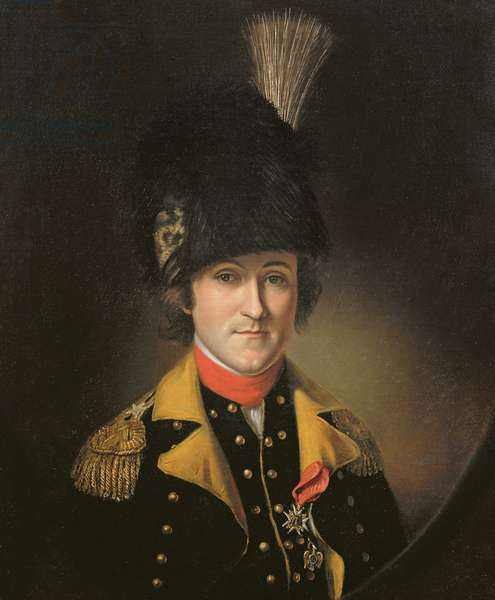
Armand Tuffin de La Rouërie
Peinture de Charles Willson Peale, 1783.

En Bretagne, les premiers mouvements de protestation envers la Révolution française naissent au moment de la nuit du 4 août 1789 qui supprime, entre autres, les parlements provinciaux et notamment en Bretagne le traité d'Union de la Bretagne à la France et les lois particulières de la Bretagne, assimilées à des privilèges.
En 1791, le marquis de La Rouërie, qui s'est distingué lors de la guerre d'indépendance américaine, crée, avec l'aval du comte d'Artois, une organisation clandestine, l'Association bretonne, qui rassemble par diocèse avec comme principaux objectifs la défense de la monarchie contre la progression du républicanisme, la conservation des propriétés et le rétablissement des lois et coutumes particulières de la Bretagne. Son but est de gagner les garnisons, régiments, maréchaussées et gardes nationales dans les principales villes de Bretagne.
De nombreux futurs chefs chouans adhèrent à l'Association bretonne, parmi lesquels le comte Louis de Rosmorduc, Vincent de Tinténiac, Amateur-Jérôme Le Bras des Forges de Boishardy, Aimé Picquet du Boisguy, Sébastien de La Haye de Silz, Antoine-Philippe de La Trémoïlle, prince de Talmont et Pierre Guillemot. Malgré la volonté de La Rouërie de traiter nobles et roturiers à égalité, la majorité des associés étaient issus de la noblesse.
Toutefois, les rassemblements de nobles au château de La Rouërie et le manque de discrétion d'agents recruteurs alertent les autorités. Le 31 mai 1792, le directoire du département d'Ille-et-Vilaine envoie un détachement de dragons fouiller le château et les abords, puis, le 6 juillet, lance contre le marquis et ses complices un mandat d'arrêt. Mais La Rouërie échappe aux recherches et se réfugie à Launay-Villiers. L'Association dispose alors de 10 000 soldats et fixe la prise d'arme générale pour le 10 octobre, date prévue de la prise de Châlons-en-Champagne par les armées de la coalition. Mais la victoire des Révolutionnaires le 20 septembre à la bataille de Valmy ruine le plan de l'Association. Deux jours après la monarchie est renversée et la République proclamée.
Le 2 septembre 1792, Valentin Chevetel dit Latouche se rend à Paris, où il dénonce le complot à Danton. Recherché par les autorités, La Rouërie est contraint d'entrer en clandestinité. Malade, il meurt au château de La Guyomarais, à Saint-Denoual, le 30 janvier 1793. Lalligand-Morillon fait arrêter 27 conjurés, mais la liste de membres de l'Association est brûlée par Thérèse de Moëlien. Les 27 prisonniers sont jugés à Paris et 12 d'entre eux, dont Thérèse de Moëlien, sont condamnés à mort et guillotinés le 18 juin 1793. Dans son rapport du 4 octobre 1793 devant la Convention, Basire attribue à cette conjuration le soulèvement de l'Ouest en mars 1793. En fait, l'Association bretonne ne s'appuyait nullement sur les paysans, mais comptait sur le ralliement des garnisons des villes et des gardes nationales. Pour cette raison, La Rouërie ne peut être considéré comme l'inventeur de la Chouannerie, même s'il en est le précurseur partiel.

## Origines paysannes

### Premières révoltes

Les révoltés du Fouesnant ramenés par la garde nationale de Quimper en 1792, peinture de Jules Girardet, XIXe siècle.

Dès 1791, 80 % du clergé breton refuse de prêter le serment à la constitution civile du clergé. Le refus massif de la constitution civile du clergé amène les paysans à soutenir les prêtres face au durcissement de la politique religieuse. Le 5 février 1791, les paysans de la région d'Auray remettent aux autorités du district une pétition. D'après le district, ceux-ci demandent « Que tous leurs prêtres ne soient point inquiétés pour le serment. Ils veulent les garder et les protéger ; ils veulent continuer à payer la dîme et que la levée et répartition s'en fassent par la paroisse ». Le 13 février, les paysans de la région de Vannes convergent sur la ville pour défendre l'évêque contre les patriotes de Lorient, qui veulent lui imposer la cocarde tricolore.
En mars 1792, un premier combat oppose les habitants de Scrignac aux républicains venus de Morlaix.
Au printemps suivant, à Fouesnant, dans les environs de Quimper, un juge de paix, Alain Nédellec, soulève plusieurs paroisses contre les administrations locales et au nom du roi.
Durant l'été 1792, des incidents ont lieu dans les districts de Carhaix (Finistère), Lannion, Pontrieux (Côtes-d'Armor), Craon, Château-Gontier et Laval (Mayenne), où les paysans s'opposent à la levée de volontaires.
À Saint-Ouen-des-Toits, dans le district de Laval, Jean Cottereau, dit Jean Chouan, ancien faux-saunier, prend la tête des insurgés. Son surnom vient de l'imitation du chat-huant (la chouette hulotte) par les faux-sauniers pour se reconnaître. Sa tête étant mise à prix, il tente en vain, en mars 1793, de gagner l’Angleterre. Il est reconnu par l'administration avec son frère comme le chef de la coalition.
Le 22 juillet 1792, l'Assemblée nationale législative ordonne une levée de 25 000 volontaires supplémentaires à prélever dans les départements ayant fourni de faibles effectifs et parmi lesquels se trouvaient les Côtes-du-Nord.

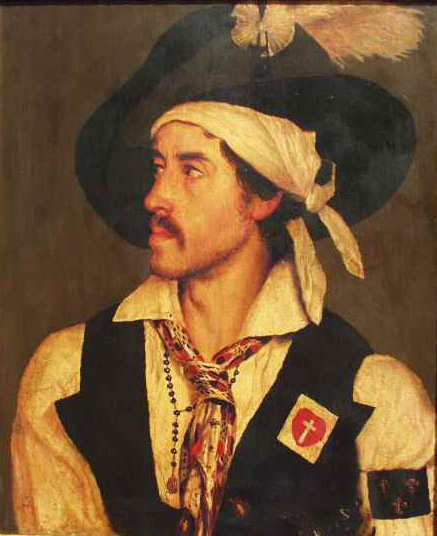
Jean Cottereau, dit Jean Chouan
Peinture de L. de Labarre, 1840.

Cependant, le 14 août, face au faible nombre de volontaires, le département ordonne un tirage au sort parmi les célibataires âgés de 18 à 45 ans. La mesure est très mal accueillie par les paysans et les premiers soulèvements éclatent dans le Trégor. À Perros-Guirec, Tréguier, Ploubazlanec et dans les environs de Pontrieux, des commissaires sont chassés ou rossés, des gardes nationaux, des patriotes et des volontaires sont désarmés ou malmenés par les paysans et les marins qui refusent le tirage. À Lannion, les insurgés envoient une déclaration :

« Nous ne donnerons pas un soldat à la Nation. Nous ne connaissons que le roi et il est prisonnier en ce moment. Que les citoyens marchent à la frontière, nous ne sommes pas citoyens. Nous descendrons avec nos armes dans la ville ou bien on dissoudra la garde nationale. Vous avez emprisonné plusieurs de nos camarades, rendez-les-nous. »

Le 10 septembre, 7 000 à 8 000 paysans marchent sur Pontrieux, mais ils sont repoussés par la garde nationale et la population qui, barricadées dans la ville, tuent 8 de leurs hommes et en blessent une vingtaine. Le même jour, Lannion est attaquée par 4 000 à 20 000 insurgés. Les deux partis parlementent, les insurgés exigent le désarmement des gardes nationaux et la libération des prisonniers et des prêtres réfractaires. Mais des coups de feu isolés sont lâchés par les assaillants auxquels répond un tir nourri de la part des gardes nationaux qui mettent en fuite les paysans après leur avoir tué plusieurs hommes. Le lendemain, 1 500 patriotes venus de Morlaix, Guingamp et des environs débloquent la ville et appliquent une répression dans les paroisses révoltées, 560 gardes nationaux sont envoyés à Tréguier permettant la reprise du tirage au sort et la levée du nombre nécessaire de soldats.
Vers la fin du mois de septembre 1792, en Mayenne, une troupe de gardes nationaux d'Andouillé, La Brûlatte, La Baconnière et Saint-Germain-le-Guillaume livrent au pillage le château de Fresnay. Alertés par le tocsin, les paysans de Launay-Villiers, Boislin et Bourgon se rassemblent à Launay-Villiers, place que le marquis de La Rouërie venait de quitter après y avoir séjourné clandestinement pendant trois mois. Au chevalier de Farcy, propriétaire du Château de Launay-Villiers, qui cherche à dissuader les insurgés d'attaquer les gardes nationaux, les paysans répondent qu'après les châteaux des nobles, ce seront leurs métairies qui seront incendiées par les patriotes. Un des agents de La Rouërie, Jean-Louis Gavard, secondé par Jean Chouan, prend alors la tête des insurgés. Les paysans se lancent aussitôt à la poursuite des gardes nationaux, qu'ils rattrapent au Bourgneuf-la-Forêt. La charge menée par les frères Pinçon met rapidement en déroute les gardes nationaux qui abandonnent leur butin et laissent 18 morts sur le terrain.

### Les prémices: insurrections paysannes de mars 1793
En mars 1793, des jeunes gens refusent le tirage au sort dans le cadre de la levée de 300 000 hommes, des révoltes éclatent en Mayenne, dans le Léon, le Morbihan, l'Ille-et-Vilaine, la Loire-Inférieure, la Vendée et le Maine-et-Loire. Entre les 11 et le 20 mars, les deux tiers de l'Ouest sont touchés.
L'Ouest est agité par de multiples jacqueries, au cours desquelles la paysannerie exprime de manière brutale sa colère à l'encontre des exigences de l'administration, des prêtres constitutionnels — considérés comme des intrus — la lourdeur des nouveaux impôts, la monnaie papier des assignats et la levée d'hommes, décrétée par la Convention nationale le 24 février 1793. Réprimées par la troupe, ces jacqueries forment une pré-chouannerie.

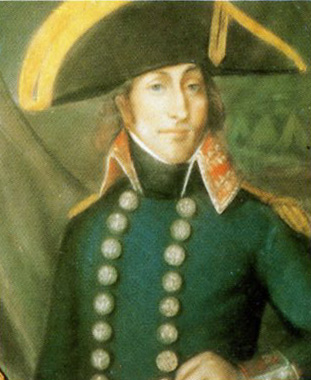
Jean Baptiste Camille de Canclaux.

Il ne s'agit alors que d'une jacquerie. Des bandes de paysans s'attaquent aux patriotes de leurs paroisses, qu'elles désarment et volent, puis envahissent le chef-lieu du district pour délivrer les hypothétiques prisonniers et détruire les listes servant au tirage au sort. Parfois, la fête tourne au massacre, comme à Machecoul ou à La Roche-Bernard.
Les premiers mouvements de protestation à la conscription militaire éclatent dès le 3 mars, mais la première révolte eut lieu le 11 mars en Loire-Inférieure à Machecoul, qui est prise par 6 000 paysans qui mettent en fuite la centaine de gardes nationaux présents sur place et tuent une vingtaine de patriotes, ainsi que le prêtre constitutionnel. La révolte s'étend: le 12 mars, 5 000 paysans s'emparent de Savenay, ceux-ci tuent ou blessent plusieurs gendarmes et mettent en fuite la Garde nationale. Des patriotes sont molestés, le prêtre constitutionnel, un administrateur et deux douaniers sont lynchés. Le même jour en Anjou, 600 paysans mettent en fuite 150 gendarmes et gardes nationaux après leur avoir tué quatre hommes. Le lendemain, 300 à 400 hommes menés par Jacques Cathelineau s'emparent de Jallais.
Les protestataires des paroisses aux abords de Nantes, sur la rive droite de la Loire, se retrouvent aux portes de la ville, sous le commandement de Gaudin-Berillais, un noble, « qui n'ose pas attaquer la ville et se borne à lui envoyer une proclamation où il énumère en quinze points les revendications des paysans en vue d'une négociation » ; sont réclamés : la fin des levées d'hommes, le départ des seuls volontaires, la nécessité du consentement des paroisses aux impôts, la fin des perquisitions et réquisitions, la liberté du culte, la liberté de pensée et d'écrire. Aucune réponse ne venant, Gaudin-Berillais est destitué et la plupart des attroupés rentrent chez eux, le restant, qui veut marcher sur la ville, étant dispersé par les Nantais. « L'épisode est révélateur du sentiment profond d'une paysannerie qui refuse une solidarité nationale qu'elle ne comprend pas et revendique au contraire le droit de la moduler selon ses intérêts immédiats ».
Dans le Morbihan, le 14 mars, 4 000 paysans pénètrent dans Vannes, mais sont repoussés à coup de fusil par les soldats. Le même jour, à Pluméliau, plusieurs milliers de paysans attaquent deux commissaires escortés par une centaine de gardes nationaux accompagnés de deux canons. Les deux commissaires sont tués, ainsi que trois gendarmes et 25 gardes nationaux. Le lendemain, les insurgés attaquent Pontivy. Les patriotes barricadés dans la ville reçoivent en renfort 50 soldats de Guémené-sur-Scorff et 35 gardes nationaux de Josselin, puis au cours du combat 50 gardes nationaux de Loudéac. Les paysans, découragés, abandonnent le combat et se retirent. Le 15 mars, 5 000 paysans venus des environs de La Roche-Bernard, Pontchâteau, et Guérande se rassemblent devant La Roche-Bernard. Les insurgés envoient une proclamation aux patriotes :

« Nous ne sommes point armés pour nous entre-détruire les uns les autres, mais bien pour résister à l'oppression, et pour faire entendre nos justes plaintes qui, quoique vous en disiez, ont été souvent rejetées. Aujourd'hui que vous vous dites disposés à les écouter et même à les faire valoir, nous allons vous les retracer en peu de mots.
Écartez de nous le fléau de la milice, et laissez aux campagnes des bras qui leur sont nécessaires. Vous nous parlez d'ennemis qui menacent nos foyers: c'est là que nous saurons les repousser, s'ils viennent nous attaquer; c'est là que nous saurons défendre contre eux et contre tous autres, nos femmes, nos enfants, nos bestiaux et nos récoltes, ou périr avec eux.
Rendez à nos vœux les plus ardents nos anciens pasteurs; ceux qui furent, dans tous les temps, nos bienfaiteurs et nos amis; qui, partageant nos peines et nos maux, nous aidaient à les supporter par de pieuses instructions et par leur exemple. Rendez-nous avec eux le libre exercice d'une religion qui fut celle de nos pères et pour le maintien de laquelle nous saurons verser jusqu'à la dernière goutte de notre sang.
Rendez à nos campagnes ceux de ces dignes pasteurs que vous retenez dans vos murs, et permettez à ceux qui se sont exilés de revenir nous distribuer les consolations dont nous avons grand besoin; leur retour ramènera partout la paix, l'union, la concorde.
Telles sont nos principales demandes. Nous y joignons notre vœu pour le rétablissement de la royauté, ne pouvant vivre sous un gouvernement républicain, qui ne présente à nos esprits que des idées de division, de troubles et de guerres. »

Les patriotes de La Roche-Bernard laissent les paysans entrer dans la ville à condition de ne pas commettre de pillages. Mais des coups de feu isolés déclenchent le combat, des gardes nationaux sont tués, les autres prennent la fuite et les maisons des patriotes sont pillées. Le lendemain, deux administrateurs, Sauveur et Le Floch sont assassinés. Puis les mêmes insurgés marchent sur Rochefort-en-Terre, les 48 patriotes de la ville se rendent sous promesse de vie sauve, néanmoins trois d'entre eux sont lynchés par la foule.

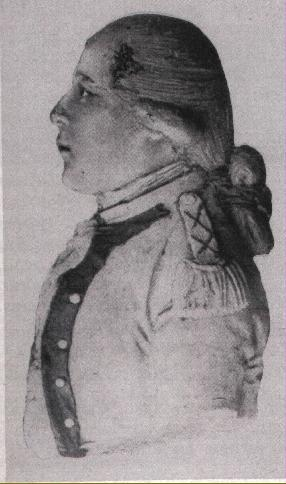
Amateur-Jérôme Le Bras des Forges de Boishardy.

L'insurrection gagne l'Ille-et-Vilaine, le 17 mars un détachement de la garde nationale de Rennes est attaqué au pont de Pacé par 4 000 paysans des environs de Pacé. Les gardes nationaux battent retraite et laissent trois blessés qui sont achevés par les insurgés. Puis le 18 mars, 4 000 paysans se rassemblent à Landéan, où ils capturent un commissaire et mettent en fuite un second, la moitié des insurgés se portent ensuite sur Fleurigné, où ils attaquent un détachement de 60 gardes nationaux accompagnés d'un canon. Les patriotes sont secourus par 300 Chasseurs à pied qui dispersent les insurgés après leur avoir tué trois hommes. Les paysans se portent ensuite sur Fougères, défendue par 500 à 600 gardes nationaux, mais Billaud-Varenne et Sevestre de passage en Bretagne, négocient avec les insurgés et les convainquent d'envoyer une députation. Cependant, doutant de la bonne foi des patriotes, les paysans attaquent la place, mais sont repoussés, deux insurgés sont tués, 14 autres capturés et guillotinés,. Le 19 mars les paysans se rassemblent à Chanteloup et La Chapelle-Erbrée, puis attaquent Vitré, mais là encore, les insurgés sont repoussés. Le même jour, Auray est à son tour attaquée par 3 000 paysans et marins qui sont également repoussés par un détachement de soldats du régiment du Cap renforcés par 300 hommes de la garnison de Belle-Île-en-Mer.
Dans le Léon, au nord du Finistère, l'insurrection éclate le 18 mars à Plabennec, où les paysans attaquent les commissaires escortés par la garde nationale de Brest. Plusieurs gardes nationaux sont tués, mais le général Canclaux leur vient en aide avec 1 200 soldats et met en fuite les insurgés. Canclaux occupe ensuite Plabennec et Lannilis, 120 gardes nationaux prennent également le contrôle de Ploudalmézeau, tandis qu'un autre détachement occupe Gouesnou. Le soulèvement est massif dans le Léon, mais le général Canclaux dispose d'importantes troupes dues à la présence à Brest d'un corps expéditionnaire en instance de départ pour Saint-Domingue afin d'aller y combattre les troupes britanniques et espagnoles et les esclaves révoltés. Mais, le 20 mars, une nouvelle troupe d'insurgés attaque Saint-Pol-de-Léon défendue par des gardes nationaux du Calvados et la garde nationale de Morlaix. Les Normands prennent la fuite, mais les Morlaisiens parviennent à repousser les insurgés. Les paysans restant sous les armes, le général Canclaux lance alors une attaque pour débloquer la ville. Son avant-garde tombe dans une embuscade au pont de Kerguidu entre Saint-Pol-de-Léon et Lesneven. Toutefois, l'armée de Canclaux arrive en renfort et disperse les insurgés, mettant ainsi un terme aux combats particulièrement meurtriers du Léon. Les estimations de l'époque sur le nombre de paysans tués lors des affrontements dans le Léon parlent de 400 morts et 300 blessés, estimations peut-être surévaluées.
Le 23 mars, dans les Côtes-du-Nord, 500 paysans des environs de Bréhand et de Moncontour se rassemblent et placent à leur tête le chevalier de Boishardy. Celui-ci attaque une diligence transportant un courrier officiel de Paris, puis repousse la garde nationale de Lamballe, qui avait tenté une sortie. Néanmoins, les patriotes font plusieurs prisonniers, neuf d'entre eux sont exécutés et 18 autres déportés, ce qui incita les paysans à se soumettre. Boishardy vit sa tête mise à prix, mais parvint à échapper aux recherches.
Au contraire de la Vendée, où les succès initiaux des insurgés permettent la constitution d'une zone rebelle, la « Vendée militaire » et d'une armée, ces révoltes sont réprimées par l'armée au nord de la Loire. Dès le 25 mars, des renforts affluent de Normandie et d'Île-de-France. Descendant le long de la Vilaine avec 500 hommes et 2 canons, le général Beysser dégage Redon. Plus au sud, 900 hommes sortis de Vannes reprennent Rochefort-en-Terre. Quelques maisons sont incendiées, les meneurs sont exécutés ou sont contraints d'entrer en clandestinité ; à la fin du mois, la révolte est matée.

## La Virée de Galerne

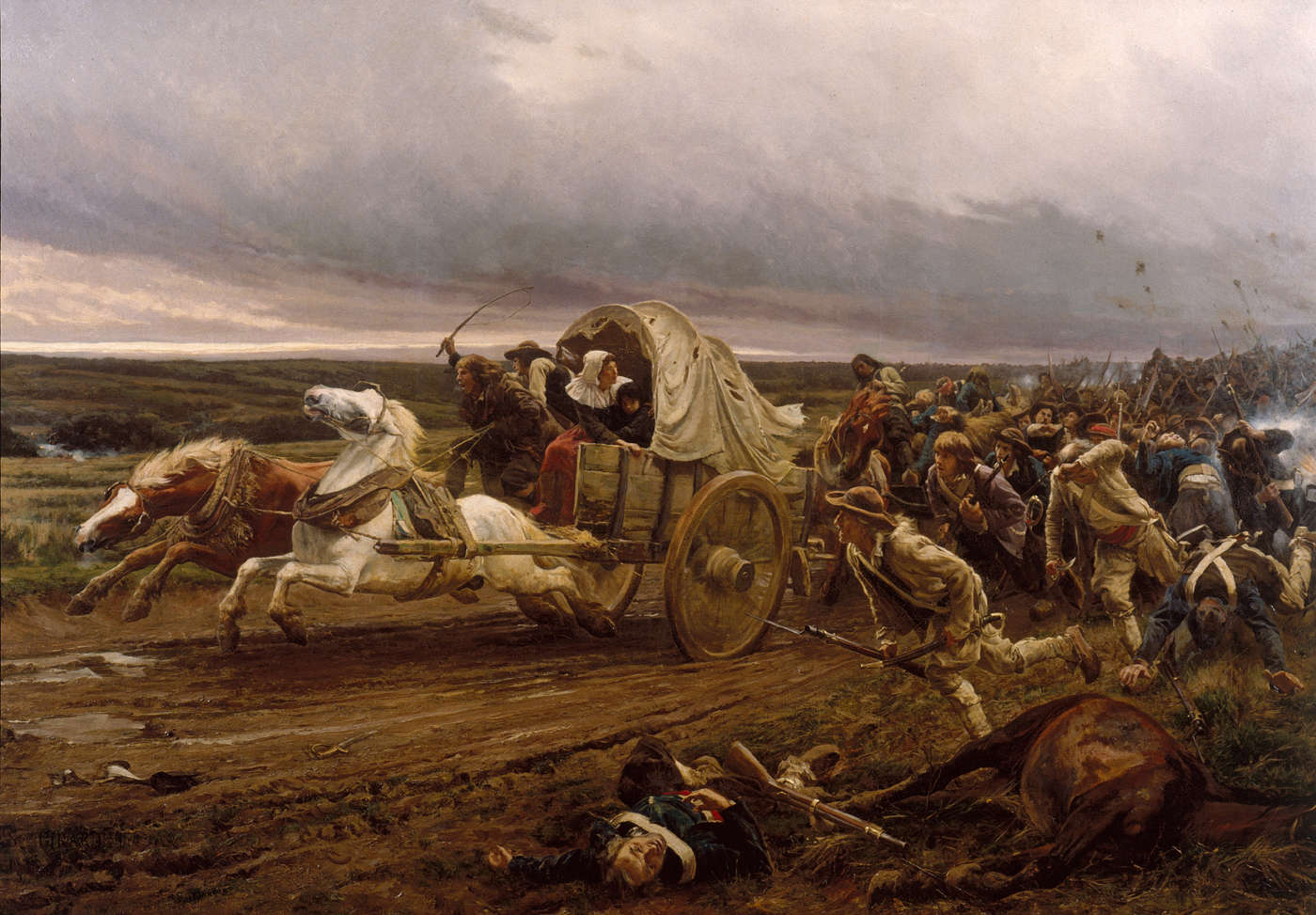
La déroute de Cholet, peinture de Jules Girardet, 1883.

Au sud de la Loire, la guerre de Vendée fait rage pendant plusieurs mois alors que le Nord semble globalement pacifié. À plusieurs reprises cependant les Vendéens tentent de traverser le fleuve afin de ranimer la révolte en Bretagne et dans le Maine, la tentative la plus marquante est la bataille de Nantes livrée le 29 juin mais qui se solde par un échec pour les forces royalistes. Celles-ci, encerclées, finissent par être battues à la bataille de Cholet le 17 octobre 1793. Acculés sur la Loire, 30 000 Vendéens accompagnés de dizaines de milliers de non-combattants, de femmes et d'enfants, traversent le fleuve les 17 et 18 octobre. Le dernier espoir des Vendéens, commandés par Henri de La Rochejaquelein, est de soulever le nord de la Loire et de prendre un port afin de faire débarquer les troupes britanniques et des régiments émigrés.
Connue sous le nom de « Virée de Galerne », le passage de la Loire par l'armée vendéenne, ranime la révolte. Par centaines, les bandes rejoignent les Vendéens, qui marchent vers le nord. Le 24 octobre 1793, 800 insurgés bretons et mainiots des environs de Fougères, Vitré et Laval, commandés par Aimé Picquet du Boisguy et Jean Cottereau, dit « Jean Chouan », capturent par surprise plusieurs centaines de soldats républicains commandés par le général Lespinasse au bourg de La Gravelle, entre Vitré et Laval. Les insurgés relâchent leurs prisonniers, après les avoir désarmés, en échange de la promesse de ne plus combattre dans l'Ouest. Cottereau et Boisguy rejoignent ensuite les Vendéens à Laval et se distinguent avec leurs hommes, aux affrontements de Croix-Bataille et d'Entrammes. D'autres insurgés rejoignent les Vendéens, parmi lesquels Jean-Louis Treton, dit « Jambe d'Argent ». Georges Cadoudal, qui combat depuis plusieurs mois avec les Vendéens, part recruter des troupes dans son Morbihan natal. Au début du mois de novembre, il rejoint les Vendéens à Fougères avec 150 hommes. Au total 6 000 hommes rallient les Vendéens lors de la virée de Galerne, ces renforts prennent alors le nom de Petite Vendée.
Le 27 octobre 1793, les administrateurs de Fougères mentionnent pour la première fois dans leurs rapports, le mot de « Chouans ».
Après une première série de victoires, les Vendéens et les Chouans sont repoussés devant le port de Granville, le 14 novembre. Cet échec décourage les Vendéens qui contre l'avis des généraux et des Chouans décident de rebrousser chemin afin de regagner la Vendée militaire. Progressivement, les Chouans quittent l'armée royaliste et se cachent dans les forêts ; Jean Chouan se replie dans sa forêt de Misedon.
Mais cernés par les troupes républicaines, affaiblis par les maladies, les Vendéens et les derniers Chouans encore présents sont écrasés à la bataille du Mans le 13 décembre où 15 000 personnes sont massacrées, les dernières troupes sont anéanties le 23 décembre à la bataille de Savenay. Les prisonniers, hommes, femmes et enfants compris sont fusillés ou envoyés dans les prisons de Nantes. Environ 10 000 personnes y périssent de novembre 1793 à février 1794 par les épidémies, les fusillades ou les noyades. Au total 50 000 à 70 000 Vendéens ont péri lors de la Virée de Galerne.
Au nord de la Loire, après l'échec des forces vendéennes, une nouvelle forme de révolte se développe, qui justifie le changement de vocabulaire. Des bandes d'insurgés, plus réduites qu'en mars 1793, mais mieux armées, reprennent les armes. Ne dépassant guère les limites du canton; frappant des patriotes isolés, les petits détachements militaires ou les voitures publiques, surtout la nuit, contraignant les patriotes, terrorisés, à quitter les campagnes, pour se réfugier en ville, la Chouannerie prend surtout l'aspect d'une guérilla très dispersée qui peut tourner au brigandage.

## Typologie des chouanneries

### Vue historique

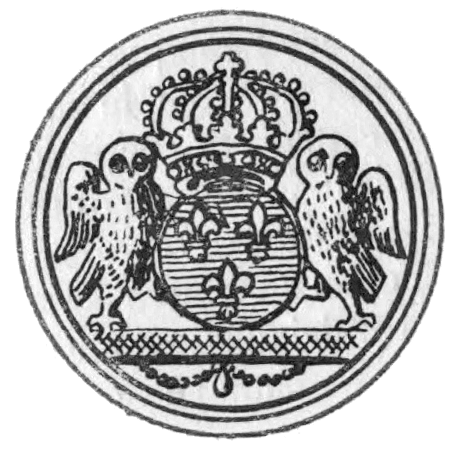
Cachet de l'armée royaliste de Bretagne

Roger Dupuy distingue 5 formes de chouannerie qui évoluent dans le temps et dans l'espace.
On peut donc distinguer la pré-chouannerie, la micro-chouannerie, la chouannerie-guérilla classique, la chouannerie-militaire et la chouannerie-brigandage :
1. la pré-chouannerie concerne toutes les rébellions paysannes antérieures à janvier 1794. Elle culmine en mars 1793 et rappelle les jacqueries d'Ancien Régime.
2. la Micro-Chouannerie est celle de la chouannerie naissante, celle de Jean Chouan à Saint-Ouën-des-Toits. Des petits groupes clandestins attaquent par surprise des effectifs bleus toujours très réduits. On la trouve entre janvier et juillet 1794 principalement.
3. la chouannerie-guérilla classique : Les bandes grandissent, largement soutenues par la population qui les protègent, les ravitaillent, les renseignent. Il s'agit de faire régner une terreur blanche dans les campagnes. C'est le type de chouannerie le plus célèbre, celle qui a fait le plus peur aux républicains. C'est par exemple les chouanneries de Cadoudal, de Boishardy et Aimé du Boisguy à partir de l'automne 1794. On peut parler de chouannerie-guérilla classique lors des deux premières phases de la chouannerie dans les régions les plus blanches (le Morbihan, la Loire-inférieure, l'Ille-et-Vilaine, la Mayenne et l'est des Côtes-du-Nord). Les chouans harcèlent les bleus (guérilla) mais n'ont pas les moyens de les affronter dans des batailles classiques. Les insurgés ne forment d'ailleurs pas une armée, les bandes, parfois soldées se rejoignent au gré des actions ponctuelles puis les paysans retournent dans leur ferme.
4. La chouannerie militaire est la forme la plus aboutie de chouannerie. les bandes forment de véritables armées (ponctuelles, parfois en uniformes qui attaquent de façon concertées dans des batailles classiques. c'est surtout le cas pendant la troisième chouannerie (1797/1799). On peut notamment citer l'"Armée rouge" de Tinténiac et Cadoudal marchant de Quiberon vers les Côtes-du-Nord. c'est aussi le cas lors des attaques concertées de plusieurs grandes villes de l'ouest en 1799.
5. La chouannerie-brigandage est la chouannerie mourante, celle qui subsiste sous le consulat après les concessions de Bonaparte (concordat et amnistie). Quelques irréductibles, trop habitués à la clandestinité, à la vie d'aventure ne peuvent se ranger. Quelques chefs, partisans de l'Ancien Régime ne se satisfont pas des concessions, ils forment les dernières bandes très réduites. Ils n'ont plus le soutien de la population, satisfaite des concessions. Ils sont aussi si peu nombreux qu'ils doivent se montrer terribles pour éviter les dénonciations. Ils s'en prennent aux soldats de plus en plus rarement mais rançonnent les patriotes, les acquéreurs de biens nationaux et les chouans rendus considérés comme des traitres (c'est le cas du chef chouan Legris Duval dans les Côtes-du-Nord). Devant le déficit de soutien de la population, ils sont contraints de voler ce qui leur était auparavant offert, c'est pourquoi il est bien souvent difficile de distinguer ce qui relève de la chouannerie ou du brigandage. Ce type de chouannerie se retrouve aussi dans les régions qui paradoxalement étaient peu touchées lors des grandes heures de la chouannerie (l'ouest des Côtes-du-Nord, le Finistère). On le comprend car ces zones peu touchées précédemment sont aussi celles qui n'ont pas connu de répression. La chouannerie-brigandage peut être très efficace au point que des chefs lieux d'arrondissement comme Loudéac peuvent se sentir menacés par Dujardin encore en 1801. cette chouannerie-brigandage s'éteint, vaincue par les colonnes mobiles entre 1801 et 1807.

## Les Chouans

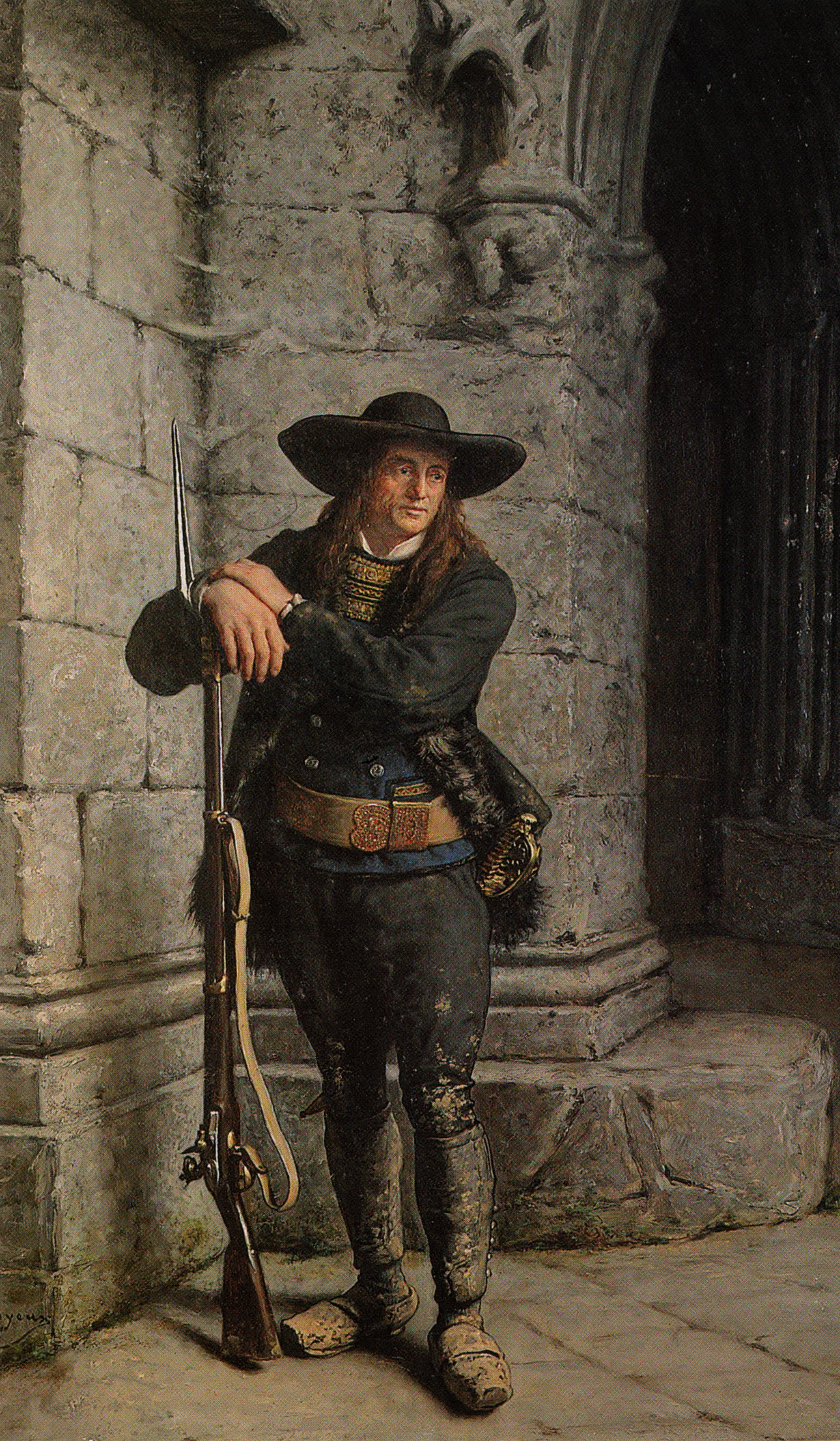
Breton en sentinelle devant une église, peinture de Charles Loyeux, début XIXe siècle.

Sociologiquement les Chouans sont des hommes jeunes et des paysans. Plusieurs évaluations permettent de situer l'âge moyen des chouans entre 18 et 30 ans et le plus souvent entre 20 et 25 ans. Les chefs ne sont guère plus âgés que leurs hommes.
La jeunesse des Chouans est fortement liée à la conscription militaire dans le cadre de la levée en masse qui touche les célibataires de 18 à 25 ans. De nombreux jeunes gens préfèrent déserter et rejoindre les insurgés où ils forment le gros des bandes chouannes.
Concernant la profession des Chouans, environ 80 % d'entre eux sont paysans, dont près de 10 % de tisserands, dont les conditions de vie sont très proches de celles de la paysannerie, on compte également environ 10 % d'artisans.
On peut également rappeler qu'à la fin du XVIIIe siècle, le monde paysan regroupe 80 % de la population française.
Contrairement à une idée longtemps répandue, les marins n'étaient pas plus républicains que les paysans, ceux-ci restent cependant minoritaires au sein des Chouans, mis à part dans quelques divisions, à cause de la surveillance des côtes par de fortes garnisons républicaines, constamment sur le pied de guerre dans la crainte de débarquements de troupes britanniques.
Les nobles forment une part importante des officiers, en revanche la bourgeoisie, majoritairement républicaine, est peu présente parmi les Chouans.
En Bretagne, Normandie, Maine et Anjou, en 1796, au plus fort de la guerre, les Chouans comptent sur plus de 50 000 hommes dont 30 000 Bretons, soit 5 % de la population masculine des territoires insurgés.
Bien que rares, on trouvait également quelques femmes parmi les combattants, l'une d'entre elles Mademoiselle du Rocher du Quengo, dite « Victoria » ou « Capitaine Victor » fut notamment capitaine dans la division de Bécherel, elle fut tuée à un combat aux Iffs en juillet 1795. Les femmes sont néanmoins impliquées dans la guerre en cachant les prêtres et les blessés et en assurant une partie de la circulation des informations et l'approvisionnement.
Protégés par les Chouans les prêtres réfractaires n'ont pas d'implication directe dans la guerre, un petit nombre siège dans les Conseils royalistes et s'occupent essentiellement des correspondances. Les prêtres réfractaires servant d'officiers ou participant physiquement aux combats sont extrêmement rares, le fait qu'un prêtre porte les armes étant généralement très mal vu par les Chouans.

## Chefs chouans et organisation

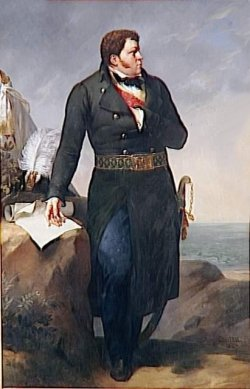
Georges Cadoudal
Peinture de Amable Paul Coutan, 1827.

Dès 1791 Armand Tuffin de La Rouërie avait été officiellement reconnu comme chef des royalistes de Bretagne et d'une partie du Maine, mais sa mort prématurée en janvier 1793 l'empêcha de jouer un rôle dans la suite des événements. Dès lors, pendant un an, la chouannerie resta divisée.
Ce ne fut qu'en 1794 que Joseph de Puisaye se présenta comme successeur de La Rouërie et finit par être reconnu général en chef des chouans de Bretagne, ses adjoints furent Pierre Dezoteux de Cormatin, puis René Augustin de Chalus, tous deux major-généraux. D'abord actif en Ille-et-Vilaine il domina ensuite dans le Morbihan, où il nomma Joseph de Boulainvilliers de Croÿ, puis Sébastien de La Haye de Silz général des chouans de ce département, mais de Silz fut tué en 1795.
Les chefs organisèrent leurs troupes : chaque ville, village ou bourg formait une compagnie commandée par un capitaine le plus souvent élu par ses hommes. Plusieurs compagnies formaient une colonne, aussi nommée bataillon ou canton, commandée par un lieutenant-colonel et plusieurs colonnes formaient une division ou légion dirigée par un colonel.

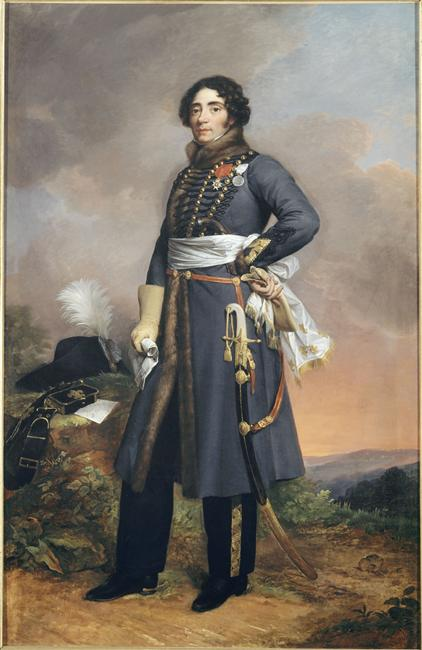
Louis de Frotté
Peinture de Louise Bouteiller, 1822.

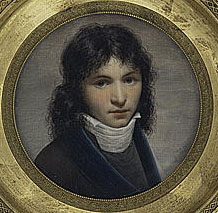
Aimé Picquet du Boisguy
Peinture de Jean-Baptiste Isabey, 1800.

Cependant la fuite de Puisaye lors de la déroute de Quiberon en juillet 1795 le discrédita fortement auprès de ses hommes et Puisaye finit par perdre toute autorité dans le Morbihan. Dès lors en Bretagne deux armées chouannes se formèrent, guerroyant à part ; l'armée catholique et royale de Vannes qui avait choisi Georges Cadoudal comme général en chef et l'armée royale de Rennes et de Fougères qui continuait de reconnaître Joseph de Puisaye celui-ci ayant toujours, à ce moment, l'appui des princes en exil.
L'armée catholique et royale de Vannes de Cadoudal dominait dans le Morbihan mais son influence débordait aussi sur certaines zones des quatre autres départements bretons. Les principaux lieutenants de Cadoudal étaient les colonels : Pierre Guillemot, Jean Rohu, Pierre-Mathurin Mercier, dit La Vendée, Louis de Sol de Grisolles, Pierre Robinault de Saint-Régent, Jean Jan, Le Paige de Bar et César du Bouays. Cette armée était forte de 12 divisions, plus tard reformées en 8 légions, ses effectifs allèrent jusqu'à 20 000 hommes.
Trois éphémères divisions chouannes avaient également été créées au débarquement des émigrés à Quiberon, les généraux qui les commandaient étaient Vincent de Tinténiac, Paul Alexandre du Bois-Berthelot et Jacques Le Prestre de Vauban.
L'armée royale de Rennes et de Fougères regroupait les divisions chouannes de l'Ille-et-Vilaine, sauf celle de Redon, plus les troupes des Côtes-d'Armor et quelques petites zones de la Mayenne et de la Normandie. Cependant jusque-là, les différentes divisions combattaient indépendamment les unes des autres. La division la plus importante en hommes était celle de Fougères, aussi afin d'unifier le département Joseph de Puisaye nomma son commandant, Aimé Picquet du Boisguy, général de l'armée de Rennes et de Fougères. Les colonels de l'Ille-et-Vilaine étaient Auguste Hay de Bonteville, Alexis du Bouays de Couësbouc, René-Benjamin du Bouays de Couësbouc, Jean-Joseph Ruault de La Tribonnière, Guy Aubert de Trégomain, Charles Sévère de La Bourdonnaye, Félicité de Botherel du Plessis, Henri Baude de La Vieuville, Mathurin Dufour plus ceux des Côtes-d'Armor. L'armée était forte de 10 divisions regroupant 12 000 soldats. Mais l'union ne fut qu'apparente, la présence de Rennes donnait une zone républicaine puissante au cœur même du département, aussi une seule division, celle de Vitré, passa réellement sous la direction de Boisguy.

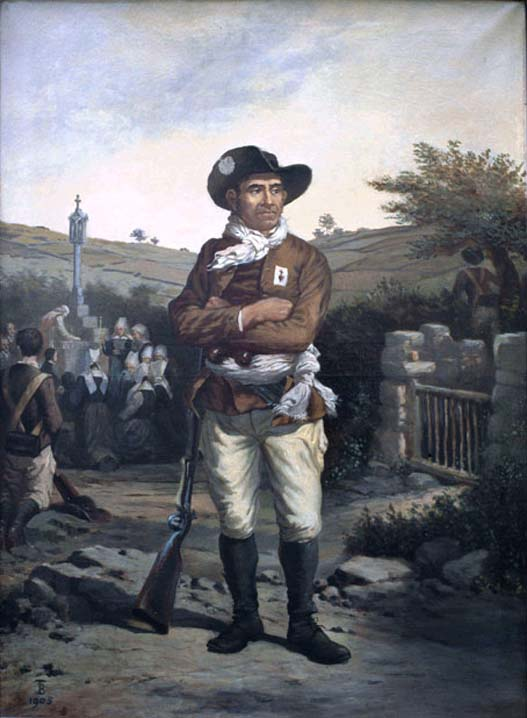
Pierre Guillemot (portrait imaginaire)

Outre la division de Loudéac qui combattait avec le Morbihan, les Côtes-d'Armor comptaient trois divisions, celle de Saint-Brieuc, celle de Lamballe et Montcontour et celle de Dinan. La chouannerie dans ce département ne se remit pas de la mort en 1795 de son chef principal Amateur-Jérôme Le Bras des Forges de Boishardy. Dès lors les autres chefs du département Guillaume Le Gris–Duval, Jean-François Le Nepvou de Carfort, Malo Colas de La Baronnais et Victor Colas de La Baronnais combattaient de façon autonome, sans commandement unique. Seule la division de Dinan s'était ralliée à l'Ille-et-Vilaine. Ce ne fut qu'en 1799, qu'une armée catholique et royale des Côtes-du-Nord fut à nouveau créée sous le commandement de Mercier, avec des chefs de secteurs emblématiques comme Pierre Taupin.
Dans le Maine, le chef des premiers chouans était Jean Cottereau, dit Jean Chouan en révolte dès 1792 mais qui ne commanda que des bandes très réduites, il fut tué dans une escarmouche en 1794.
Formée en 1795, l'armée catholique et royale du Maine, d'Anjou et de la Haute-Bretagne était active sur quatre départements: la Mayenne, l'ouest de la Sarthe (Maine), le nord du Maine-et-Loire (Anjou) et l'est de la Loire-Atlantique (Haute-Bretagne). Le général de cette armée était Marie Paul de Scépeaux de Bois-Guignot. Les principaux colonels étaient Jean Terrien, Michel-Louis Lecomte, Joseph-Juste Coquereau, Jean-Louis Treton, dit Jambe d'Argent, Marin-Pierre Gaullier, Michel Jacquet, dit Taillefer, Guillaume Le Métayer, dit Rochambeau et Claude-Augustin Tercier. L'armée comptait 12 000 à 25 000 hommes.
Scépeaux ne reprit pas les armes lors de la Chouannerie de 1799 et son armée se scinda en deux : l'armée catholique et royale du Maine sous les ordres de Louis de Ghaisne de Bourmont et l'armée catholique et royale du Bas-Anjou et de Haute-Bretagne commandée par Pierre Louis Godet de Châtillon, secondé par Louis d'Andigné. Ces deux armées étaient chacune fortes de 8 000 hommes.
La chouannerie se développa un peu plus tardivement dans la Normandie, le général qui en prit la tête était Louis de Frotté, son armée, l'armée catholique et royale de Normandie était forte selon les périodes de 4 000 à 10 000 hommes.

## Les Chouanneries

### Première chouannerie 1794-1795

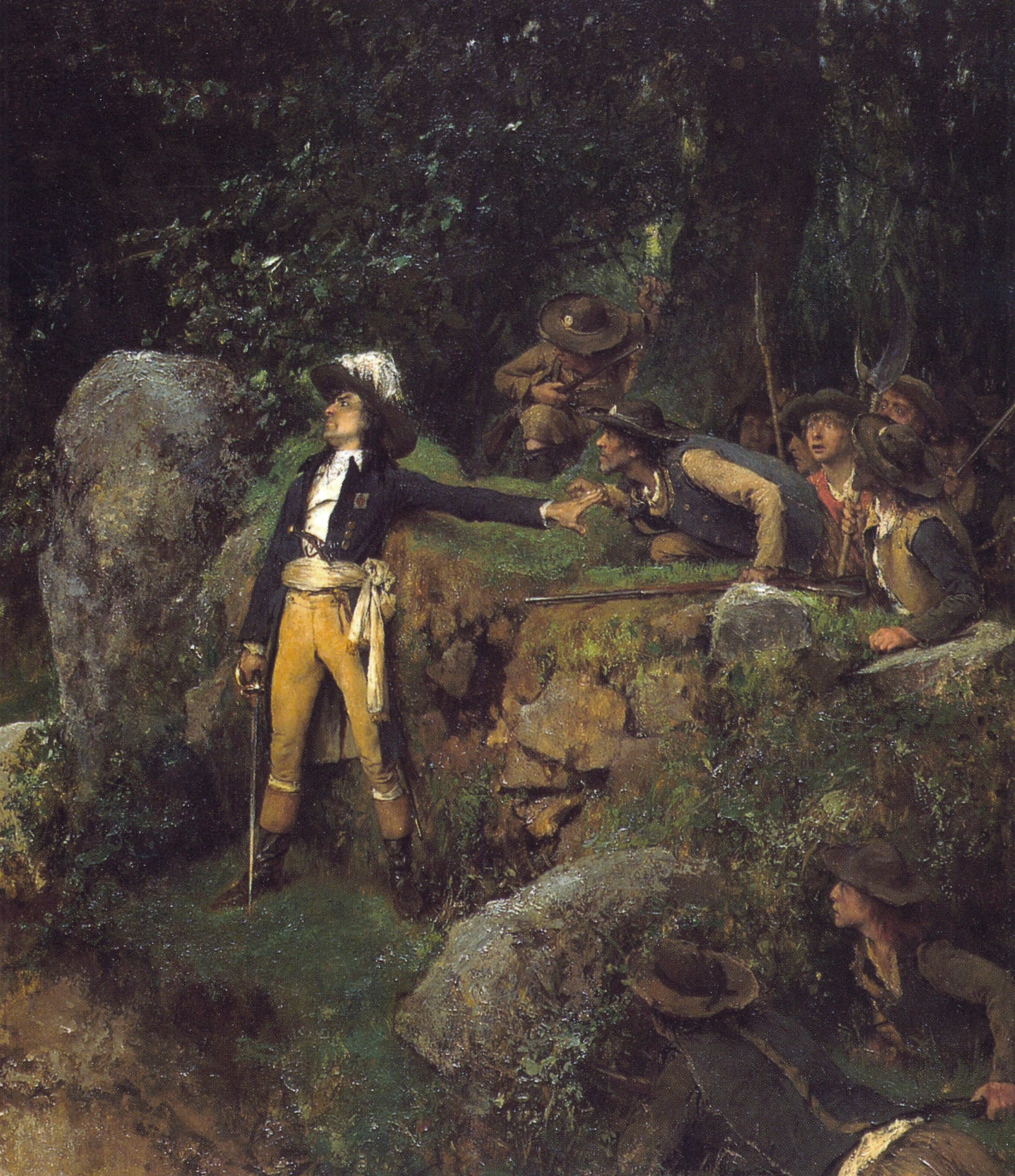
Chouans en embuscade
Peinture d'Évariste Carpentier, XIXe siècle.

En janvier 1794, alors qu'en Vendée militaire les Vendéens, écrasés lors de la Virée de Galerne, tentent de résister contre les colonnes infernales du général Turreau, au nord de la Loire des bandes de Chouans reprennent les armes dans les zones traversées par les Vendéens. La Chouannerie naît sur les limites du Mayenne et de l'Ille-et-Vilaine dans les environs de Fougères, Vitré et Laval. Ces petites bandes menées par Jean Chouan, Aimé du Boisguy et Jean-Louis Treton, dit Jambe d'Argent, sont constituées de Chouans et de Vendéens rescapées de la Virée de Galerne, de meneurs compromis dans les révoltes paysannes de mars 1793 et même de soldats déserteurs. Condamnés à vivre dans une clandestinité presque totale, les Chouans se savent condamnés à une mort certaine s'ils sont capturés par les républicains, beaucoup sont animés par le désir de venger des proches disparus lors de la Virée de Galerne.
Les combats prennent ainsi l'allure d'une guérilla, les Chouans par petits groupes de quelques dizaines ou centaines d'hommes tendent de multiples embuscades contre des détachements militaires, saisissent les courriers et les diligences transportant les fonds du gouvernement, attaquent des bourgs à population patriote ou occupés par l'armée républicaine, exécutent les dénonciateurs, les prêtres constitutionnels et des patriotes, en grande partie des administrateurs.
Pour s'opposer au Chouans, les Républicains, commandés par le général Jean Antoine Rossignol commandant en chef de l'armée des côtes de Brest, construisent des forts ou fortifient les bourgs à population patriote défendues par des gardes territoriaux locaux. Selon la loi du 23 mars 1793, les insurgés capturés sont fusillés ou guillotinés dans les 24 heures. Pour finir Rossignol crée des compagnies de Faux chouans, des brigands déguisés en Chouans ayant pour mission de commettre le plus de ravages possibles afin de discréditer la Chouannerie.
Ces assassinats se poursuivent tout au long de la guerre avec plus ou moins d'intensité, à titre d'exemple dans le district de Fougères, une zone couverte par 2 000 Chouans et des effectifs républicains très variables, 219 personnes sont assassinées ou exécutés par les Chouans et de même 300 personnes sont assassinées ou exécutées sommairement par les Républicains, sans prendre en compte les morts au combat ou les exécutions sommaires sur les champs de bataille, ni les exécutions « légales » pratiquées après jugement par les tribunaux révolutionnaires.

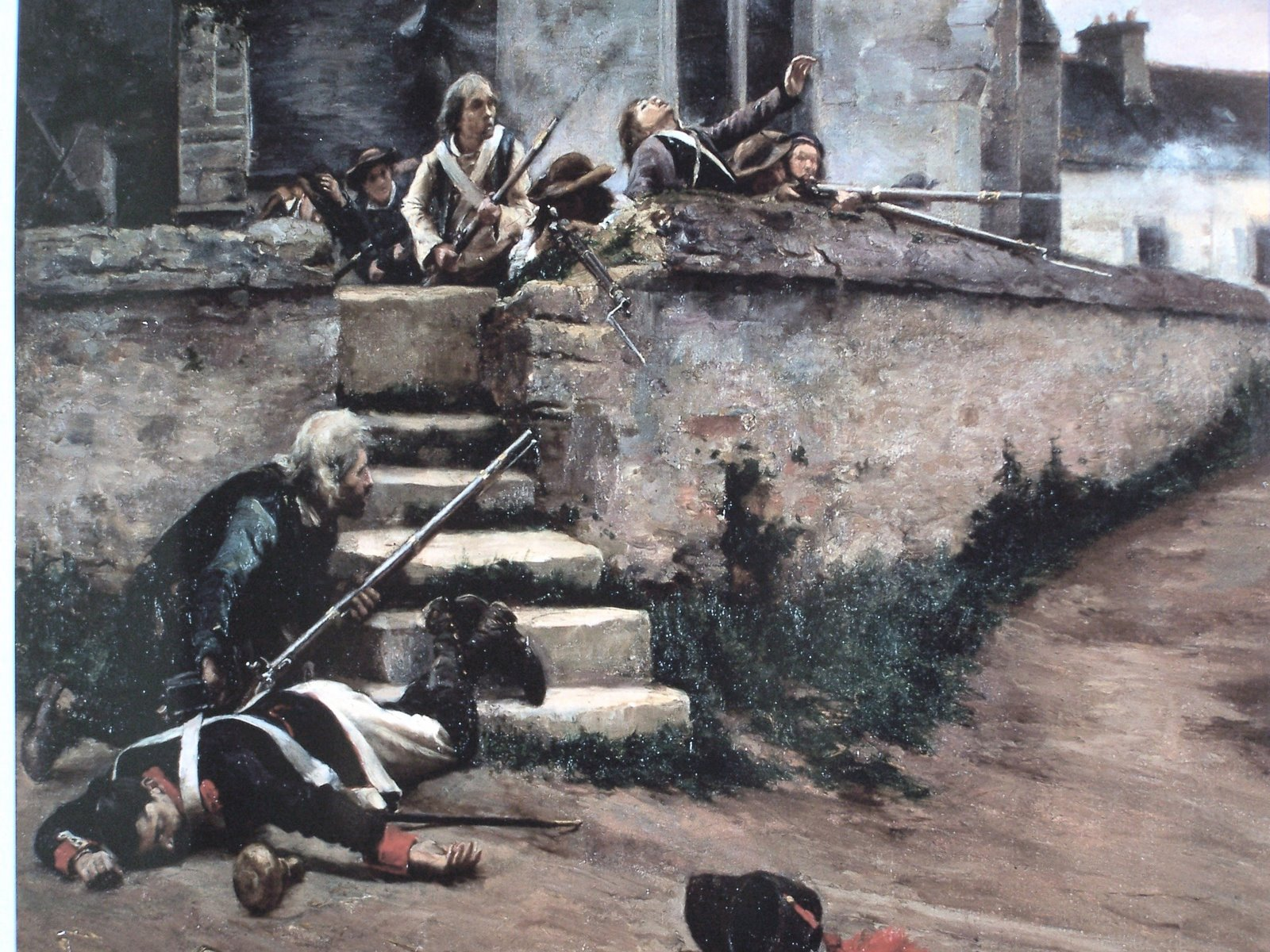
Épisode de la guerre des Chouans, peinture de Jules Girardet

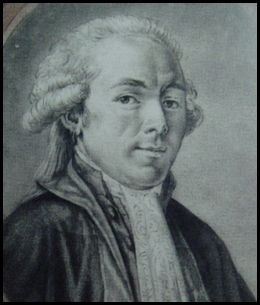
Joseph de Puisaye

Rapidement la Chouannerie s'étend en Bretagne, elle atteint les Côtes-d'Armor où Boishardy domine, le 15 mars elle gagne le Morbihan où Joseph de Fay et Béjarry, anciens officiers de l'armée vendéenne, aidé de Pierre Guillemot provoquent un soulèvement de paysans afin de prendre Vannes, mais les insurgés sont facilement repoussés par les Républicains au combat de Mangolérian. En revanche, dans le Finistère et l'ouest des Côtes-d'Armor, la Basse-Cornouaille, le Léon et le Trégor ne se soulèvent pas.
Rescapés de la bataille de Savenay, Georges Cadoudal et Pierre-Mathurin Mercier, dit la Vendée rejoignent le Morbihan où Boulainvilliers est reconnu comme général en chef du département, cependant Boulainvilliers passe en Ille-et-Vilaine avec l'argent de l'état-major. Sébastien de La Haye de Silz lui succède et est reconnu comme général. Boulainvilliers commet l'imprudence de retourner quelques mois plus tard dans le Morbihan où il est capturé et fusillé par les hommes de Pierre Guillemot.
Cependant l'unité du Morbihan est une exception, dans le nord de l'Anjou Marie Paul de Scépeaux de Bois-Guignot est reconnu comme commandant du nord du Maine-et-Loire, son autorité finit par s'étendre à la Loire-Atlantique, la Mayenne et la Sarthe. Cependant son commandement n'est que nominal, sur ses territoires comme dans les autres départements, les chefs chouans n'exercent leurs commandements qu'à l'échelle de leur canton. Joseph de Puisaye ancien officier compromis dans les insurrections fédéralistes, conscient de la nécessité d'un commandement unique, tente alors de s'imposer comme général en chef des Chouans. Reconnu par quelques chefs, Puisaye s'embarque le 11 septembre 1794 depuis Dinard pour Londres afin de rencontrer le comte d'Artois. Il laisse son second, le major-général Pierre Dezoteux de Cormatin, chargé du commandement par intérim. Mais à Londres, le comte d'Artois se méfie de Puisaye, car celui-là est partisan d'une monarchie parlementaire, tandis que celui-ci est absolutiste. Cependant, grâce au soutien du premier ministre britannique William Pitt le Jeune, Joseph de Puisaye est reconnu le 15 octobre 1794 général en chef de l'armée catholique et royale de Bretagne avec le grade de Lieutenant général, de fait son commandement s'étend à tous les territoires insurgés au nord de la Loire y compris le Maine et à l'Anjou où Scépeaux le reconnaît comme général en chef.
Cependant à la suite de la chute de Robespierre le 28 juillet 1794 qui marque la fin de la Terreur, la Convention mène une politique de clémence, favorable aux négociations. Au nom du comte de Provence, l'Agence royaliste de Paris demande aux Chouans de suspendre les combats. Le 26 décembre, le général de brigade Jean Humbert et le chef chouan Boishardy se rencontrent afin d'ouvrir des propositions de paix. Tandis que Puisaye est à Londres, pour négocier un débarquement, Pierre Dezoteux de Cormatin, son lieutenant, s'attribuant les pleins pouvoirs, négocie en avril 1795 le traité de paix de la Mabilais, suivi par une minorité de chefs locaux. Il n'est signé que par 21 chefs chouans sur les 121 présents, dont de Silz et Boishardy.

### Deuxième chouannerie 1795-1796

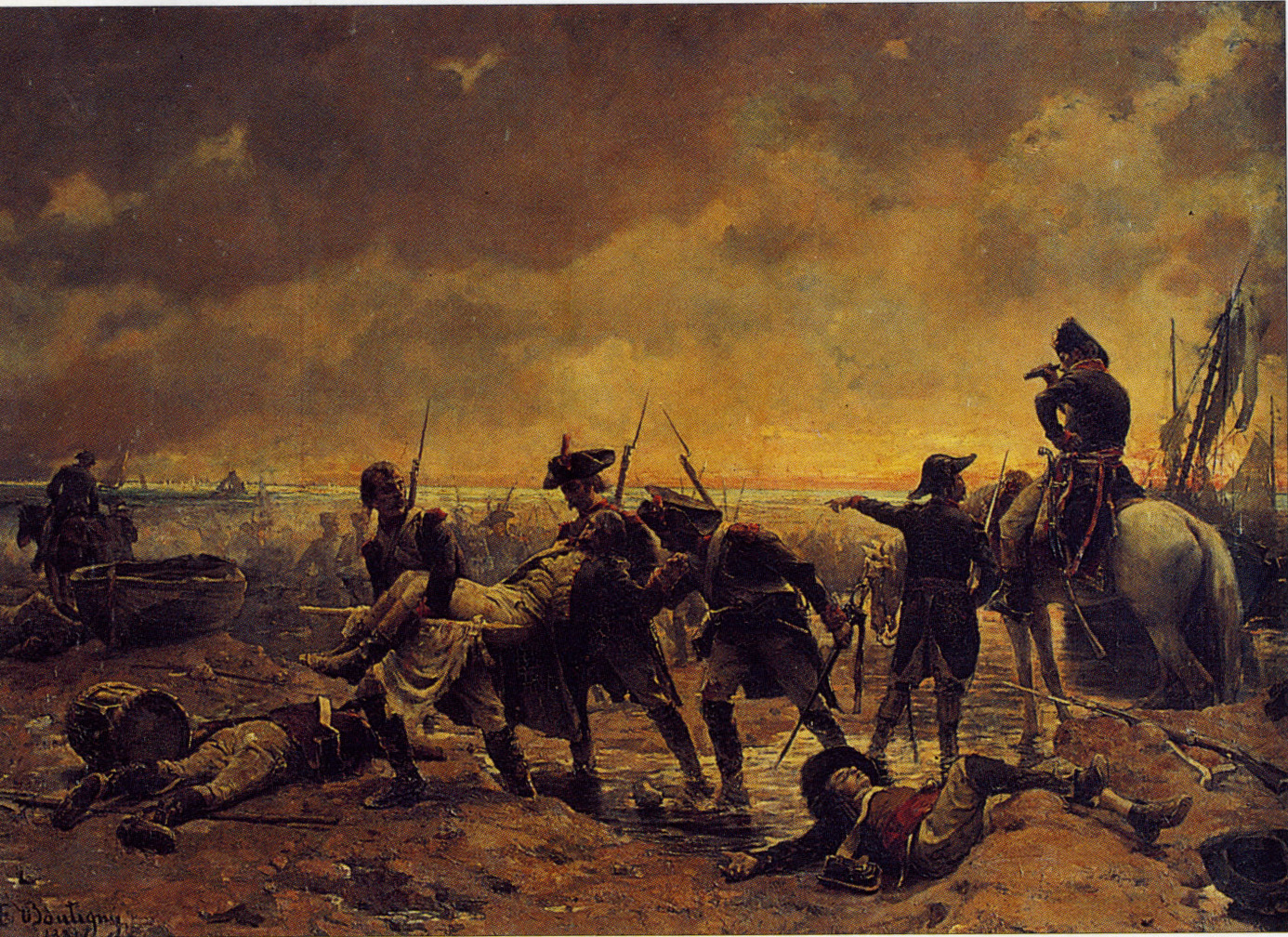
La bataille de Quiberon
Un épisode de l'affaire de Quiberon, peinture de Paul-Emile Boutigny, XIXe siècle.

Mais aucun des deux camps ne traite de bonne foi et la nouvelle de la mort de Louis XVII le 8 juin ranime les tensions. La paix est brisée le 26 août 1795 lorsque le général Lazare Hoche, qui a succédé en mai à Jean Antoine Rossignol à la tête de l'armée des côtes de Brest, ordonne l'arrestation des chefs ayant refusé de signer le traité de la Mabilais, Hoche est persuadé que Cormatin joue un double-jeu. Cormatin est emprisonné et ne sera libéré qu'en 1802. Boishardy, qui s'est rétracté, est tué dans la nuit du 17 au 18 juin entre Bréhand et Moncontour. De même de Silz, qui a repris les armes, est attaqué le 28 juin à Grandchamp par les troupes de l'adjudant-général Josnet. De Silz est tué au combat et ses hommes se replient.
Cependant le 23 juin 1795 une flotte britannique dirigée par le commodore John Borlase Warren débarque 3 500 soldats de l'armée des émigrés à Carnac. Ceux-ci font leur jonction avec 15 000 Chouans placés sous les ordres de Vincent de Tinténiac, Paul Alexandre du Bois-Berthelot et Jacques Anne Joseph Le Prestre de Vauban, arrière-petit-neveu du maréchal Sébastien Le Prestre de Vauban. Cependant l'opposition de Louis Charles d'Hervilly, général des émigrés à Puisaye chef de l'expédition fait perdre l'initiative aux Royalistes.

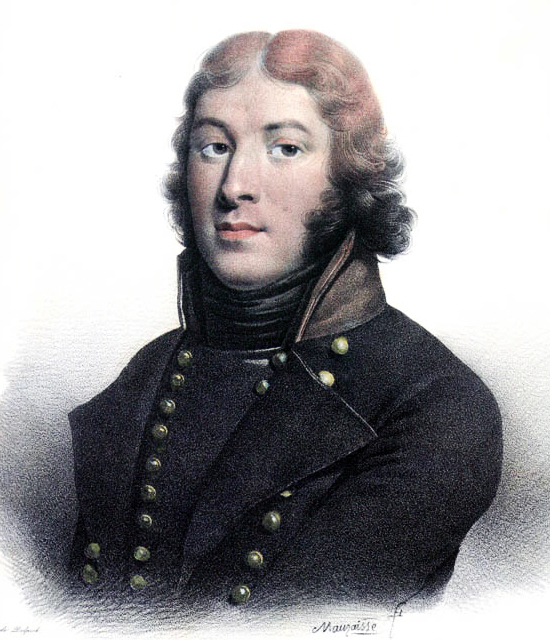
Lazare Hoche

Lazare Hoche contre-attaque et bat les Chouans et les repousse jusque dans la presqu'île de Quiberon. Le 10 juillet, deux colonnes chouannes revêtues d'uniformes anglais s'embarquent sur les navires britanniques depuis la presqu'île et sont débarquées derrière les lignes républicaines. Mais les hommes de la première colonne, commandée par Lantivy du Rest et Jean Jan, se dispersent. La seconde colonne dirigée par Vincent de Tinténiac et secondée par Georges Cadoudal se prépare à attaquer lorsqu'elle reçoit un message de l'Agence royaliste de Paris ordonnant à la colonne de se rendre dans les Côtes-d'Armor afin d'accueillir un second débarquement britannique. Après hésitation et l'opposition de Cadoudal, Tinténiac obéit, mais il est tué en chemin à Coëtlogon le 18 juillet. Arrivés dans la baie de Saint-Brieuc aucune flotte britannique ne paraît, les Chouans regagnent alors le Morbihan et proclament Georges Cadoudal comme étant leur général en chef.
Pendant ce temps à Quiberon, les émigrés qui ont reçu 2 000 hommes commandés par Charles de Virot de Sombreuil tentent une offensive le 16 juillet mais sont écrasés. Le 20 juillet Hoche lance l'ultime assaut et met en déroute les émigrés. D'Hervilly est mortellement blessé, Puisaye parvient à s'embarquer sur un navire britannique. Les républicains font plus de 6 000 prisonniers, 748 d'entre eux sont fusillés dont le marquis de Sombreuil qui la veille de son exécution écrit une lettre au commodore Warren dans laquelle il dénonce la fuite du général en chef Joseph de Puisaye.
Cette lettre produit un énorme retentissement chez les Chouans. Un conseil d'officiers du Morbihan condamne Puisaye à mort par contumace. Puisaye regagne la Bretagne à l'automne 1795, mais il est arrêté par Pierre-Mathurin Mercier et conduit devant Cadoudal. Cependant Puisaye se défend efficacement, il dispose toujours du soutien du comte d'Artois qui ne remet pas en cause son commandement. Finalement Cadoudal et Puisaye finissent par se réconcilier.
La guérilla reprend après l'échec de l'expédition anglo-royaliste, elle s'étend à la Normandie où Louis de Frotté après avoir débarqué en France en 1795, organise l'insurrection.

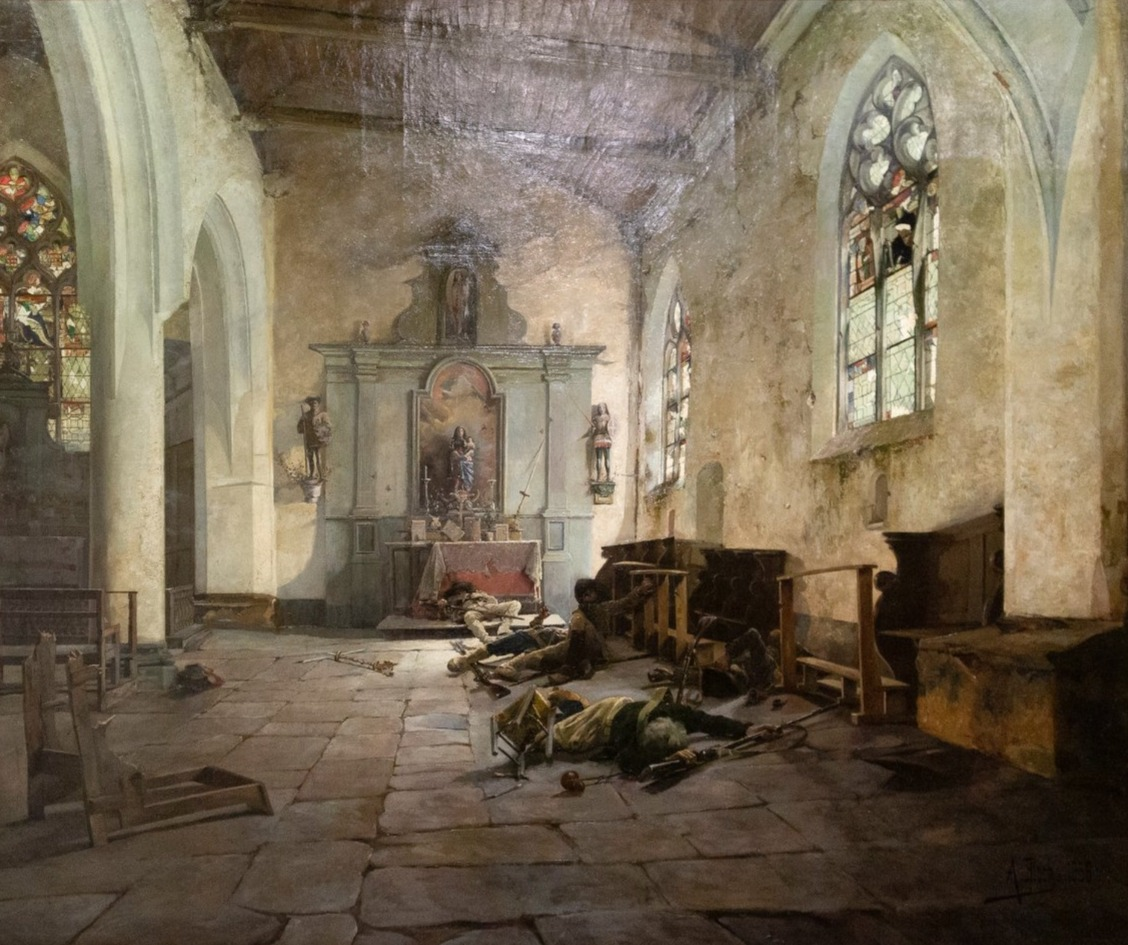
La Chapelle de La Madeleine à Malestroit (Morbihan) - 15 nivôse an III, peinture d'Alexandre Bloch, 1886.

Néanmoins Puisaye a perdu de son crédit, il dénonce l'attitude des Chouans du Morbihan et de leurs chefs qui par hostilité envers les nobles, veulent selon lui "établir l'égalité sous le drapeau blanc". Puisaye quitte alors le Morbihan et passe en Ille-et-Vilaine, où tous les chefs de divisions sont nobles, et rejoint la division de Mordelles commandée par Jean-Joseph Ruault de La Tribonnière. Il n'y est guère mieux considéré que dans le Morbihan mais il conserve le commandement en chef grâce au soutien du comte d'Artois. Puisaye veut recréer une chouannerie encadrée par les nobles et fonde la compagnie des chevaliers catholiques. Plusieurs émigrés rejoignent alors la France pour combattre avec les Chouans, mais la cohabitation ne se fait pas sans heurts, plusieurs querelles éclatent entre Chouans et émigrés qui ne s'apprécient guère.
En janvier 1796, Puisaye rejoint la division de Fougères, la plus importante d'Ille-et-Vilaine et nomme son chef Aimé Picquet du Boisguy, général en chef de l'Ille-et-Vilaine et de l'est des Côtes-d'Armor. Néanmoins dans les faits, Boisguy ne contrôle réellement que l'est de l'Ille-et-Vilaine et Puisaye n'est reconnu que nominalement général en chef par Frotté et Scépeaux.
Pour lutter contre les Chouans, les forces républicaines sont divisées en trois armées. L'armée des côtes de Brest, commandée par Lazare Hoche, basée alternativement à Rennes ou Vannes, contrôle le Finistère, le Morbihan, les Côtes-d'Armor, l'Ille-et-Vilaine, et la Mayenne. L'armée de l'Ouest, commandée par Jean Baptiste Camille de Canclaux, basée à Nantes, contrôle la Loire-Atlantique, le Maine-et-Loire, la Vendée, et les Deux-Sèvres. L'armée des côtes de Cherbourg, commandée par Jean-Baptiste Annibal Aubert du Bayet, basée à Saint-Malo, contrôle la Manche, l'Orne, le Calvados, la Sarthe et une partie de l'Ille-et-Vilaine.
Cependant en décembre 1795, le Directoire nomme Lazare Hoche général en chef de toutes les forces républicaines basées dans l'ouest et lui donne les pleins pouvoirs. Les armées de l'Ouest, et des côtes de Brest et de Cherbourg fusionnent alors pour former l'armée des côtes de l'Océan.
Malgré le désastre de Quiberon, les Chouans remportent plusieurs victoires dans les mois qui suivent mais les choses changent avec le changement de tactique opéré par Hoche au début de l'année 1796.
Hoche met en place des colonnes mobiles, il promet l'amnistie aux Chouans qui font soumission, garantit la liberté religieuse et s'attache à discipliner l'armée. De nombreux Chouans et Vendéens, sensibles à ces mesures de clémence mettent bas les armes.
La priorité pour Hoche est de pacifier la Vendée. Stofflet est capturé, puis fusillé à Angers le 25 février 1796. Charette, traqué, est fait prisonnier le 23 mars avant d'être à son tour fusillé le 29 mars 1796 sa mort marque la fin de la guerre de Vendée.
La Vendée pacifiée, Hoche tourne alors ses forces vers les Chouans, face à l'importance des forces républicaines, ceux-ci mettent successivement bas les armes. Scépeaux est le premier à se rendre le 14 mai. Georges Cadoudal signe la paix le 19 juin, Louis de Frotté refuse de signer lui-même la paix il s'embarque pour l'Angleterre et laisse ses lieutenants signer la paix le 23 juin. Aimé Picquet du Boisguy est le dernier à se rendre le 26 juin. Quant à Puisaye, il regagne l'Angleterre.

### Troisième chouannerie 1799-1800

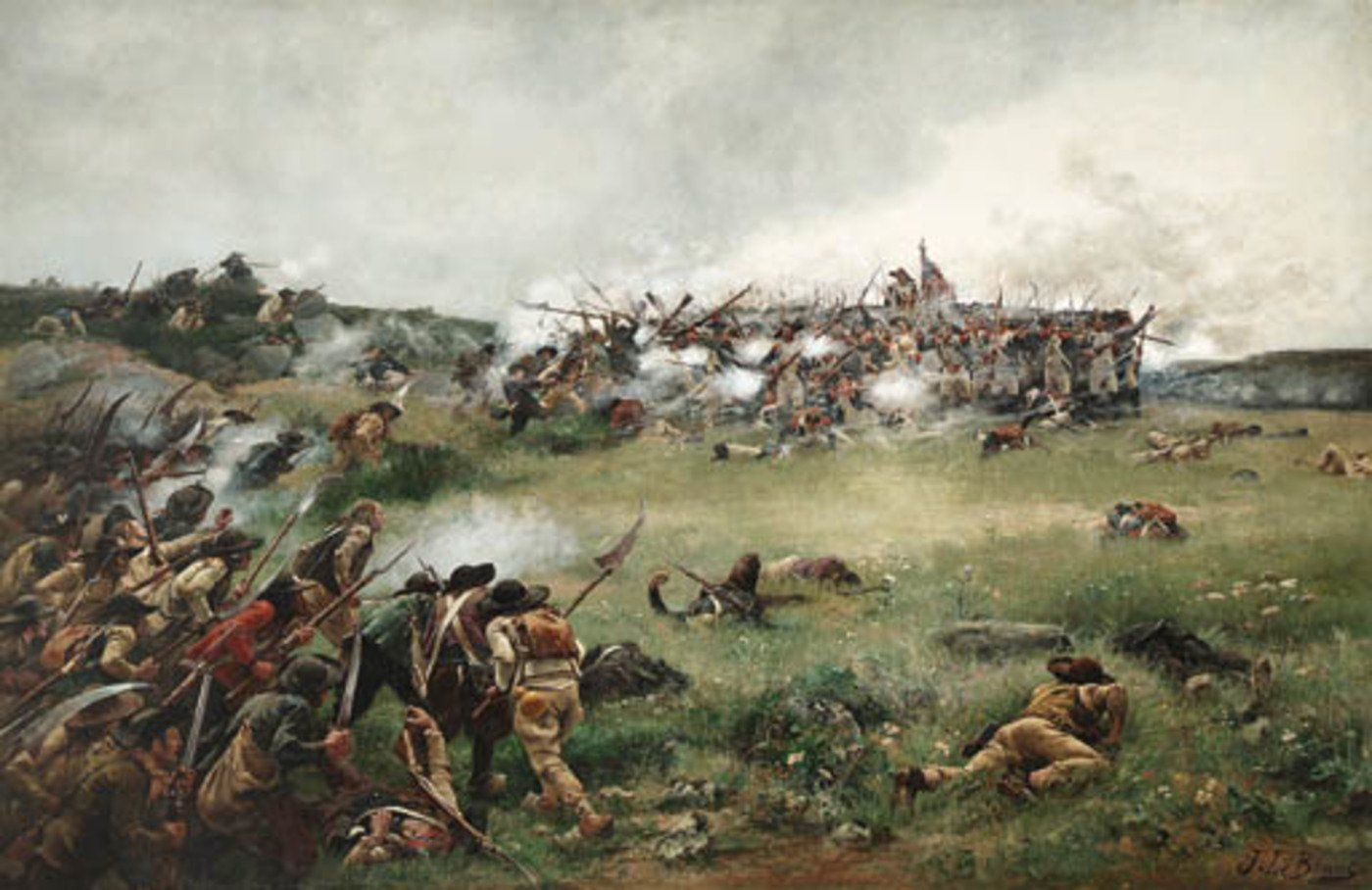
Le bataillon carré, peinture de Julien Le Blant, 1880.

Vaincus militairement, les Royalistes tentent alors la prise du pouvoir par le biais des élections, en avril 1797, la droite royaliste remporte les élections pour le renouvellement du Conseil des Cinq-Cents et Conseil des Anciens. Les Conseils suppriment alors les lois contre les émigrés et les prêtres réfractaires. Mais à Paris le 4 septembre 1797, trois des cinq Directeurs, Reubell, La Révellière-Lépeaux et Barras tentent un coup d'État soutenu par l'armée commandée par Hoche et Augereau qui annule les résultats de l'élection dans 49 départements (notamment dans l'Ouest), les prêtres réfractaires sont de nouveau poursuivis.
Quelques chefs chouans reprennent les armes, le conflit s'étend désormais à la Normandie, jusqu'en Eure-et-Loir, avant de s'enliser. Les Républicains réagissent et en 1798, le ministre de la police Jean-Marie Sotin de La Coindière relance l'utilisation des Faux chouans. Boisguy est emprisonné le 18 mars 1797, Jean Jan est tué le 24 juin 1798.
En 1799, les défaites militaires de la République, qui conduisent à de nouvelles levées d'hommes et au vote de la loi des otages, incitent les chefs chouans à relancer l'insurrection. Le 14 septembre 1799, 200 chefs chouans et vendéens se réunissent au château de la Jonchère, près de Pouancé, défendu par 1 200 hommes et fixent une prise d'armes générale pour le 15 octobre. Le commandement est réorganisé, avec l'aval du comte d'Artois, Georges Cadoudal prend le commandement du Morbihan où il dispose de 18 000 hommes, puis du Finistère et des Côtes-du-Nord où il nomme respectivement Le Paige de Bar et Mercier à la tête de ces départements. Cependant Guillaume Le Gris-Duval, qui jusque-là dominait dans ce dernier département, refuse de reconnaître Mercier et une rivalité oppose les deux chefs. Louis de Frotté commande 10 000 hommes en Normandie, en particulier dans l'Orne et une partie de la Manche, du Calvados et même de la Mayenne. Boisguy emprisonné, Charles Thierry de La Prévalaye lui succède en Ille-et-Vilaine. Pierre Louis Godet de Châtillon, secondé par Louis d'Andigné, prend la direction des territoires de la Loire-Inférieure et du Maine-et-Loire situés au nord du fleuve et dispose de 8 000 hommes sous ses ordres. Louis de Bourmont, secondé par Claude-Augustin de Tercier, commande à 8 000 hommes dans le Maine et une partie de l'Anjou, soit les départements de la Mayenne et de la Sarthe. Pour la Vendée militaire, Suzannet succède à Charette pour les territoires de l'ouest de la Vendée et du sud de la Loire-Inférieure, Sapinaud reprend la direction de l'est de la Vendée, quant à Charles d'Autichamp, il succède à Stofflet dans le sud du Maine-et-Loire et le nord des Deux-Sèvres.

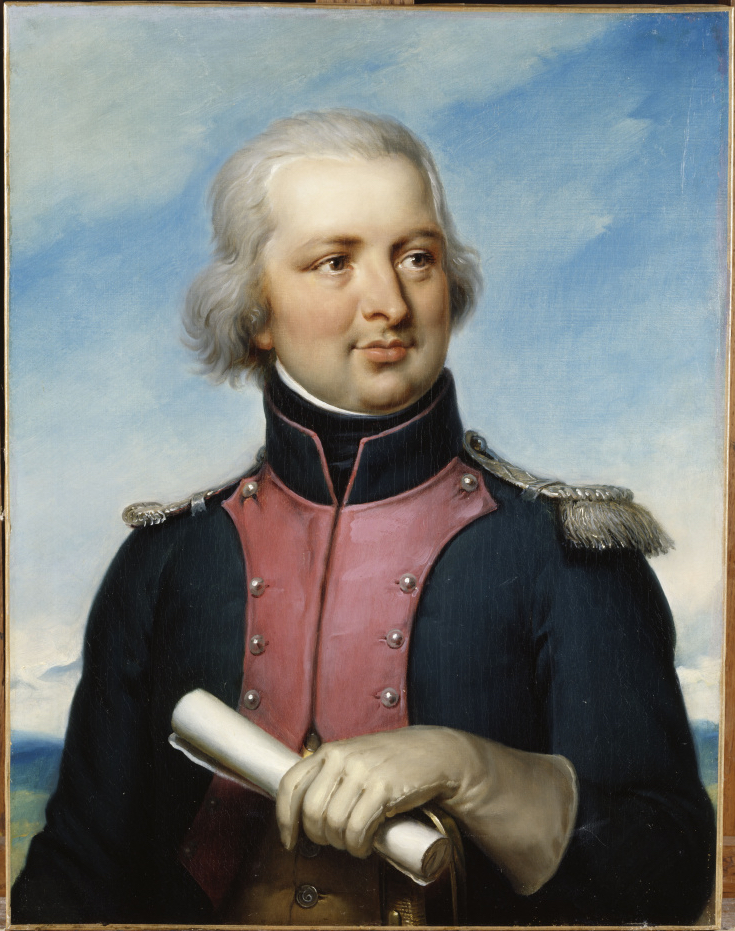
Gabriel Marie Joseph d'Hédouville
Peinture de Paulin Jean-Baptiste Guérin, 1835.

Au mois de septembre, Boisguy s'évade de Saumur mais se blesse lors de l'évasion. Après avoir servi un temps dans l'armée de Châtillon, il regagne l'Ille-et-Vilaine mais ne conteste pas le commandement de La Prévalaye et se contente de reprendre la direction de la division de Fougères.
Le 15 octobre, les Chouans se soulèvent. La Chouannerie s'étend et couvre un territoire encore plus étendu qu'en 1796, l'insurrection gagne ainsi le Trégor par le biais de petits chefs locaux comme Pierre Taupin, évadé du bagne guyanais pour revenir à Tréguier venger l'éxecution de son épouse. Elle gagne aussi la Cornouaille jusque dans les environs de Quimper, ainsi que le Calvados, la Manche et l'Orne. Redéployés aux frontières, les forces républicaines dans l'Ouest ne sont plus que de 37 000 hommes Les anciennes armées républicaines des côtes de Brest, de Cherbourg et l'Ouest ont fusionné pour former l'armée d'Angleterre alors dirigée par le général Michaud. Bourmont attaque le premier et prend Le Mans avec 3 000 hommes dans la nuit du 15 au 16 octobre. De même, la nuit du 20 au 21 octobre, Châtillon prend Nantes avec 2 000 à 3 000 hommes. Cadoudal échoue devant Vannes le 6 octobre, mais s'empare de Sarzeau, tandis que Mercier prend Saint-Brieuc. Pierre Guillemot pénètre dans Locminé et Sol de Grisolles prend La Roche-Bernard, tandis que Frotté est repoussé à Vire. Cependant ces succès ne durent pas, les Chouans ne tiennent les villes que quelques jours ou quelques heures, se contentant de libérer les prisonniers et de brûler les papiers de l'administration.
Les 28 et 29 novembre, le commodore britannique Keats débarque quatre canons, deux obusiers et 25 000 fusils sur la Pointe de Pen Lan à Billiers.
À Vannes, le général Harty en prend connaissance et tente de s'opposer avec 2 000 hommes au transport de ces armes vers l'intérieur des terres, mais Guillemot et Mercier tentent une mission de retardement et, le 30 novembre, livrent la Bataille de la Tour d'Elven avec 1 200 hommes. La mission réussit et Harty doit se retirer.
Mais la guerre s'interrompt brusquement à la suite de nouveaux événements à Paris. Le 9 novembre le général Napoléon Bonaparte renverse le Directoire lors du coup d'État du 18 Brumaire. Bonaparte amorce une politique de pacification mêlant, d'une part, la liberté religieuse et la suspension des levées d'hommes en échange de la soumission immédiate des insurgés, d'autre part, l'exécution des chefs récalcitrants. Le 15 novembre, le général Gabriel d'Hédouville prend le commandement de l'armée d'Angleterre et ouvre des négociations auprès des chefs chouans le 9 décembre à Pouancé. Progressivement les généraux chouans optent pour une suspension d'armes, La Prévalaye signe une trêve le 4 décembre, il est suivi le 10 par Cadoudal, puis Louis de Bourmont le 24 et Frotté le 26.

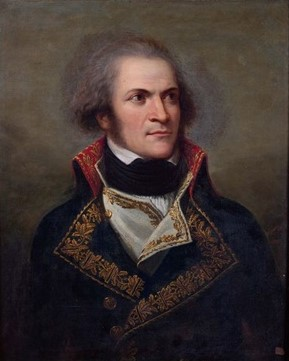
Portrait du général Guillaume Brune, huile sur toile d'Andrea Appiani, 1800 ou 1801.

Mais les généraux chouans se divisent entre ceux qui souhaitent la paix, Châtillon, La Prévalaye et d'Autichamps notamment, et ceux qui veulent poursuivre la guerre; Cadoudal, Frotté et Bourmont. Finalement, le 28 décembre les consuls de la République proclament aux habitants de l'Ouest la liberté religieuse. Mais Bonaparte détache 30 000 hommes des frontières et les envoie dans l'Ouest, sous les ordres du général Guillaume Brune. Hédouville est quant à lui remplacé par Brune le 16 janvier, ce dernier prend la tête de l'armée d'Angleterre qui est renommée armée de l'Ouest. Face à de telles forces, les chefs vendéens, Suzannet, d'Autichamp et Sapinaud, signent la paix le 18 janvier Châtillon et Le Gris-Duval suivent le 20 janvier. Cadoudal, Frotté et Bourmont poursuivent la lutte, espérant l'arrivée en Bretagne du Comte d'Artois à la tête de 20 000 soldats émigrés et britanniques.
De son côté de général Harty, avant même l'arrivée du général Brune, tente une sortie sur Grandchamp, la base de Cadoudal, avec près de 4 000 hommes le 25 janvier 1800. Mais Cadoudal rassemble 8 000 hommes et contre-attaque. Harty perd près de 1 000 hommes mais il parvient à éviter la destruction totale de sa troupe et à regagner Vannes.
Face à l'avance du général Brune, les derniers chefs capitulent. La Prévalaye se soumet le 2 février, Boisguy en revanche lui succède et poursuit le combat. Bourmont signe la paix le 4 février. Cadoudal de son côté signe la paix le 14 février au château de Beauregard, près de Vannes, avec le général Brune. Boisguy, battu le 6 février par le général Dumoulin à la bataille des Tombettes, capitule auprès du général Brune à Rennes le 18 février. Le même jour, Louis de Frotté est fusillé à Verneuil-sur-Avre. Le 8 février il avait ordonné la cessation des combats, et s'était rendu le 17 février auprès du général Guidal mais sous prétexte de l'expiration de son passeport il avait été arrêté et fusillé le lendemain.
Par la suite, le Concordat de 1801 et le retour des prêtres réfractaires permettent de détacher la population, lasse de la guerre, des royalistes jusqu'en 1815.

### Complot de Cadoudal contre Bonaparte

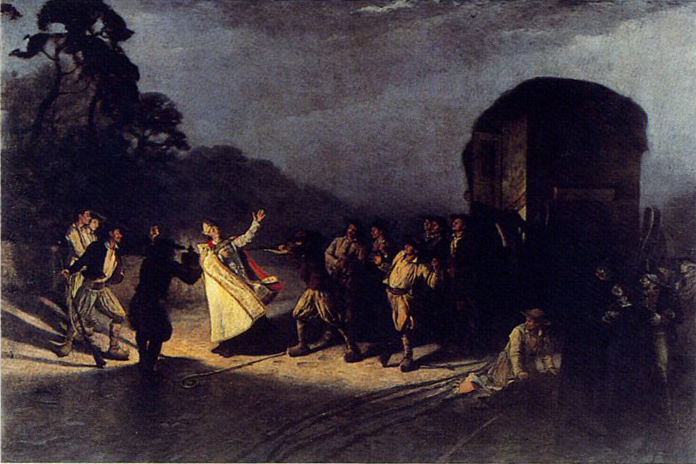
Assassinat de l'Évêque Audrein ;, peinture d'Hyppolyte Berteaux, 1889.

Le 25 février, Georges Cadoudal se rend à Paris, où, accompagné de Châtillon, Bourmont, Sol de Grisolles, et Édouard de La Haye Saint-Hilaire, il rencontre Napoléon Bonaparte le 4 mars. Bonaparte et Cadoudal ont une nouvelle entrevue à la fin du mois. Celle-ci est orageuse, Cadoudal refuse la proposition du premier consul d'entrer dans l'armée républicaine avec le grade de général de division et refuse également de désarmer ses hommes. Finalement Cadoudal quitte Paris et, accompagné de Jean-Guillaume Hyde de Neuville, s'embarque à Boulogne-sur-Mer pour Londres, bien décidé à relancer la guerre.
Pendant ce temps, dans l'Ouest, le général Bernadotte succède le 18 avril au général Brune.

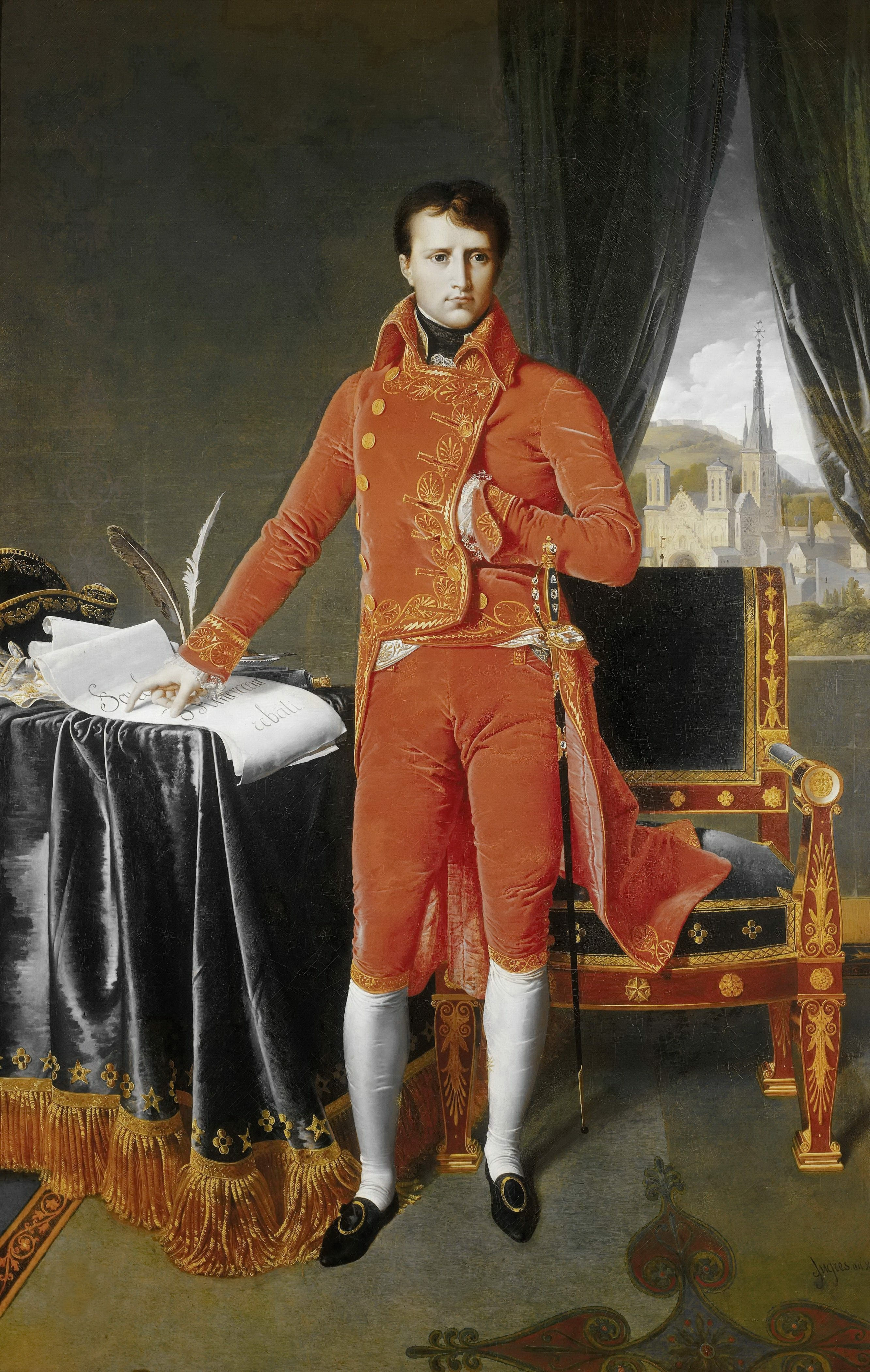
Napoléon Bonaparte, premier consul
peinture de Jean Auguste Dominique Ingres, 1803.

Le 10 mai, Cadoudal est reçu par le Comte d'Artois qui le nomme général en chef de l'armée catholique et royale de Bretagne avec le grade de Lieutenant-général Dix jours plus tard, Cadoudal est reçu par William Pitt qui promet un débarquement de 30 000 soldats britanniques à Calais et en Bretagne, il s'engage en outre à faire débarquer 30 000 hommes de plus si l'armée catholique et royale de Bretagne parvient à lever 60 000 soldats.
Le 3 juin, Cadoudal débarque à l'île d'Houat et de là gagne le Morbihan, il commande désormais à toute la Bretagne à l'exception de la rive sud de la Loire-Inférieure. Il réorganise ses troupes et divise la Bretagne en neuf régions, chacune sous les ordres d'un adjudant-général, grade récemment adopté par les Chouans, équivalent à celui de brigadier. Ces officiers sont Pierre Guillemot, Pierre-Mathurin Mercier, dit la Vendée, Pierre Robinault de Saint-Régeant, Jean François Edme Le Paige de Bar, le Comte de Cornouailles, Guimard Coettedreux, Guillaume Le Gris-Duval, Aimé Picquet du Boisguy et Joseph Picot de Limoëlan. De leurs côtés, Suzannet et Bourmont conservent leurs commandements tandis que d'Andigné succède à Châtillon, en revanche la Normandie ne se remet pas de la mort de Louis de Frotté. Cependant la population et certains chefs, Boisguy et Le Gris-Duval notamment, sont las de la guerre et semblent peu disposés à reprendre les armes. Pour Cadoudal, le seul espoir pour relancer la guerre, est un débarquement de troupes émigrées et britanniques menées par un prince français.
Mais la victoire de Bonaparte à la bataille de Marengo le 14 juin brise le plan élaboré avec William Pitt. Seules quelques petites bandes de Chouans irréductibles continuent leurs actions, mais ne s'attaquent plus guère aux troupes régulières et se livrent davantage à des assassinats de patriotes. Une de ces actions les plus notables étant le meurtre de l'évêque constitutionnel Yves Marie Audrein, près de Quimper le 19 octobre.
Le 24 décembre 1800, Pierre Robinault de Saint-Régeant et Joseph Picot de Limoëlan, envoyé à Paris, commettent un attentat à la machine infernale visant à tuer Napoléon Bonaparte. L'opération échoue et tue 22 personnes, le rôle de Cadoudal dans cette affaire est soumis à controverses. Saint-Régeant est finalement capturé et guillotiné le 20 avril 1801. Limoëlan abandonne la lutte et s'exile aux États-Unis où il se fait prêtre, il exprimera des remords pour son acte.
Mais la poursuite de la guerre ne donne aucun résultat. Dénoncé par son hôte, Pierre-Mathurin Mercier est tué le 21 janvier 1801 à La Motte par une patrouille républicaine. En mai, Cadoudal, et plusieurs de ses officiers, quittent la Bretagne et passent en Angleterre.
Le 25 mars 1802, la Grande-Bretagne signe avec la France la paix d'Amiens, mettant ainsi fin à la deuxième Coalition.
La guerre reprend en mai 1803 à la suite de la troisième Coalition, Cadoudal débarque à Dieppe le 21 août 1803 et gagne Paris le 1er septembre. Avec quelques conjurés il tente de mettre au point un plan visant à enlever Bonaparte et à le livrer aux Britanniques. Il gagne à sa cause le général Jean-Charles Pichegru mais ne parvient pas à s'entendre avec le général breton et très républicain Jean Victor Marie Moreau. Cependant trahi, Cadoudal est arrêté par la police de Fouché le 9 mars 1804. Du 27 mai au 9 juin il est jugé avec plusieurs autres conjurés, il reconnait avoir comploté contre le premier consul mais nie avoir participé à l'attentat du 24 décembre 1800. Cadoudal est finalement condamné à mort, ainsi que 12 autres conjurés, et exécuté le 25 juin 1804.
Une chouannerie larvée subsiste dans les années qui suivent, menée par quelques irréductibles. Pierre Guillemot qui a re-débarqué pour tenter de sauver Cadoudal est capturé à la suite d'une dénonciation et fusillé à Vannes le 5 janvier 1805. Édouard de La Haye-Saint-Hilaire continue ses actions mais en est réduit aux actes de brigandages, il est tué en 1807. Le Paige de Bar est tué à son tour sur l'ile d'Houat en 1813.

### La «Petite Chouannerie» de 1815
En mars 1815, les populations de l'Ouest accueillent mal le retour de Napoléon Ier. Néanmoins Louis VI Henri de Bourbon-Condé échoue dans sa tentative de soulever les paysans et se réfugie en Espagne. Mais le 10 avril, Napoléon ordonne la mobilisation des gardes nationaux et des anciens soldats mis en congés. Cette mesure est très mal accueillie par la population et les Cent-Jours virent renaître une petite chouannerie. Dans les Côtes-du-Nord et l'Ille-et-Vilaine des bandes de plusieurs dizaines ou centaines d'hommes prennent les armes, menées par Toussaint du Breil de Pontbriand, Henri du Boishamon et Guy Aubert de Trégomain. Louis d'Andigné reprend également la lutte en Anjou, tandis que Bourmont rejoint Louis XVIII après avoir servi dans l'armée napoléonienne. Mais c'est surtout dans le Morbihan que la prise d'arme est la plus importante, Louis de Sol de Grisolles, emprisonné durant tout l'Empire, y rassemble 10 000 hommes sous ses ordres. De même en Vendée, plusieurs milliers d'hommes se rassemblaient sous les ordres de Pierre Constant de Suzannet, Louis du Vergier de La Rochejaquelein, Charles de Beaumont d'Autichamp et Charles Sapinaud de La Rairie.
Sol de Grisolles lança une première attaque sur Redon mais échoue. Le 10 juin 1815, les Chouans et les jeunes collégiens de Vannes remportent une victoire sur les Impériaux du général Rousseau à Muzillac. Toutefois Sol de Grisolles et ses 8 000 hommes sont battus de nouveau à Auray le 21 juin par les 3 000 hommes du général Bigarré. Les Vendéens ne s'en sortent guère mieux, et subissent de lourdes défaites à Saint-Jean-de-Monts le 4 juin et à Rocheservière le 20 juin où Louis du Vergier de La Rochejaquelein et Pierre Constant de Suzannet furent tués au combat.
Mais la victoire des Impériaux reste sans lendemain, car trois jours plus tôt Napoléon avait été vaincu par les Britanniques et les Prussiens à la bataille de Waterloo.

### La chouannerie légitimiste de 1832

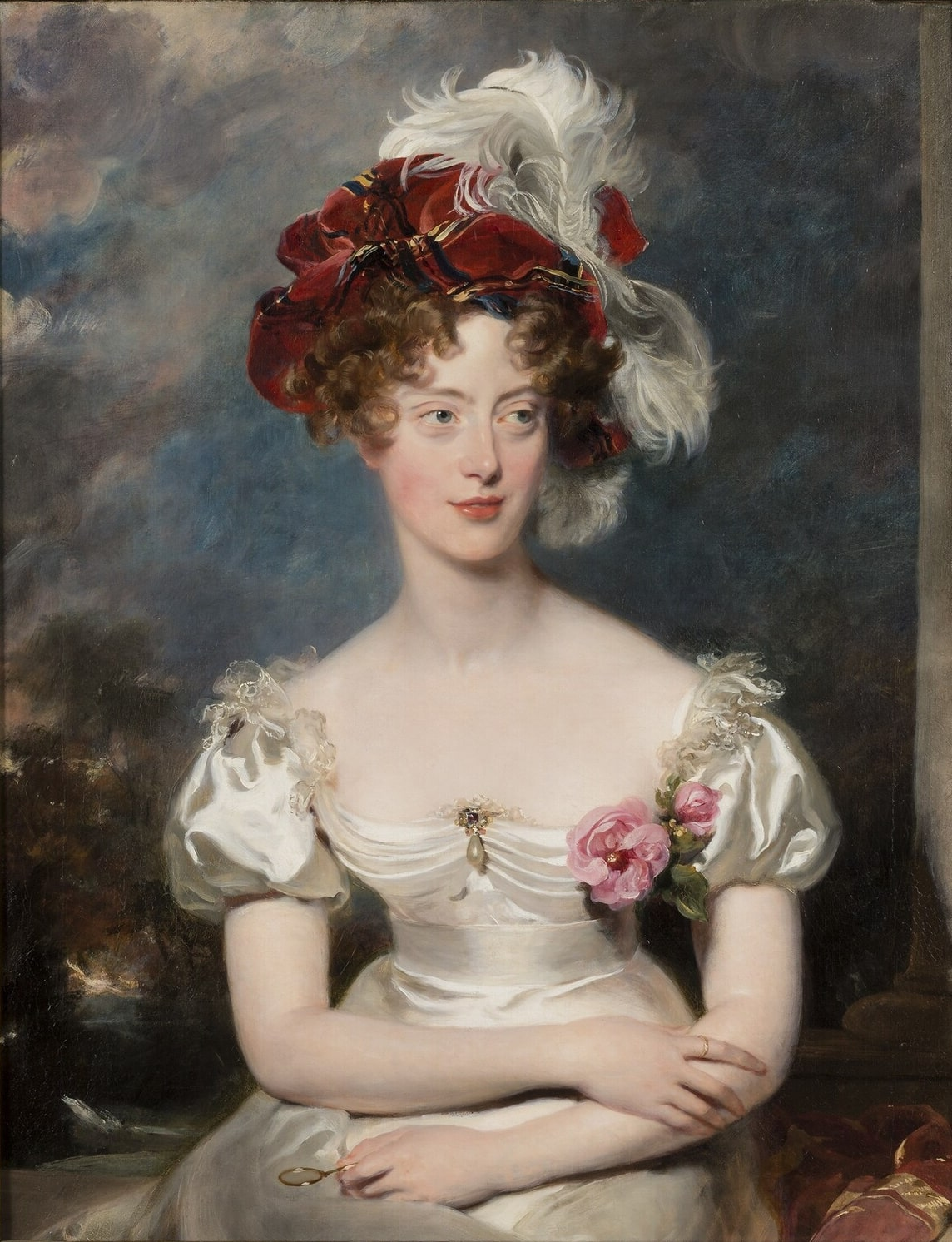
Caroline de Bourbon-Siciles, duchesse de Berry,
peinture de Thomas Lawrence, 1825.

La Révolution de 1830 éclata à Paris le 27 juillet 1830, le 2 août le Roi Charles X abdiqua et prit le chemin de l'exil tandis que Louis-Philippe d'Orléans était désigné Roi des Français. En mars 1832, Caroline de Bourbon-Siciles, duchesse de Berry, veuve de Charles Ferdinand d'Artois, fils de Charles X, gagne clandestinement l'ouest de la France en vue de proclamer son fils Henri d'Artois, alors âgé de 12 ans, prétendant au trône. La venue de Caroline de Bourbon-Siciles, de son fils et de ses partisans entraîne des soulèvements populaires dans une région où la guerre de Vendée est encore dans la mémoire de ses habitants. Des troubles éclatent en Haute-Bretagne et en Vendée mais la cause suscite peu d'engouement. Les quelques Chouans qui prennent les armes sous les ordres de Louis de Bourmont, sont essentiellement des vétérans âgés, qui reprennent le combat par nostalgie, ou des jeunes voulant imiter leurs aïeux.
Le régime orléaniste de la monarchie de Juillet est alors menacé par l'insurrection républicaine de juin 1832 à Paris en même temps que par les insurrections de Chouans légitimistes en Bretagne et en Vendée, qui livrent plusieurs combats contre l'armée régulière.
Les quelques bandes de Chouans sont rapidement défaites et la duchesse de Berry est arrêtée le 7 novembre 1832, mettant un terme à la dernière des chouanneries.

## Représentations dans la culture
Le film Chouans !, de Philippe de Broca sorti en 1988 a comme sujet principal la Chouannerie de 1794, qui sert de prétexte pour la rivalité entre deux anciens amis pour s'affronter via leurs camps respectifs. Cependant, si le film donne les mêmes prétextes pour le déclenchement de la révolte (refus des prêtres constitutionnels, mobilisation des hommes…), divers situations, événements et personnages principaux sont vraisemblablement fictifs.

### Mémoires
- Général Louis d'Andigné, Mémoires, Plon, introduction et notes Edmond Biré.
- Paul-Marie du Breil, vicomte de Pontbriand, Un chouan : Le général de Boisguy, 1793-1800, Champion, Paris 1904.
- Toussaint du Breil de Pontbriand,  Mémoires du colonel de Pontbriand sur les guerres de la chouannerie, Plon, Paris, 1897.
- Jacques Duchemin des Cépeaux,
  - Lettres sur l'origine de la chouannerie et sur les chouans du Bas-Maine sur Google Livres (1833),
  - Souvenirs de la Chouannerie, 1855.
- Robert Julien Billard de Veaux, Mémoires sur Google Livres (1832)

### Œuvres de fiction
- Honoré de Balzac, Les Chouans ou la Bretagne en 1799, vol. XIII, coll. « La Comédie humaine », 1829 (lire en ligne)
- Victor Hugo, Quatrevingt-treize
- Jules Barbey d'Aurevilly, L'Ensorcelée et Le Chevalier Des Touches
- Gérard de Nerval, Le Marquis de Fayolle, œuvre posthume
- Michel Ragon, les mouchoirs rouges de Cholet, La louve de Mervent
- Élémir Bourges, Sous la hache
- Théophile Briant, Xavier de Langlais (ill.), Les Amazones de la Chouannerie, roman, 1938, éd. 1996,  (ISBN 9782851571502)

### Iconographie
- Peinture murale de Geoffroy Dauvergne intitulée les Amazones de la Chouannerie au collège Théophile Briant à Tinténiac.

### Cinéma
- Jean Chouan, de Luitz Morat, avec René Navarre, 1926.
- Les Chouans, de Henri Calef d'après le livre de Balzac, avec Jean Marais, 1946.
- Chouans !, de Philippe de Broca, avec Philippe Noiret, Sophie Marceau, Lambert Wilson et Stéphane Freiss, 1988.